# Thanh Hóa (thành phố)
Thanh Hóa là thành phố tỉnh lỵ cũ của tỉnh Thanh Hóa, Bắc Trung Bộ, Việt Nam. Thành phố Thanh Hóa từng là một trong những thành phố trực thuộc tỉnh lớn nhất của cả nước. Đây vốn là đô thị loại I trực thuộc tỉnh, giữ vai trò là trung tâm hành chính, chính trị, kinh tế, văn hóa, y tế, giáo dục và khoa học – kỹ thuật của tỉnh Thanh Hóa. Không chỉ là "trái tim" của một trong những tỉnh thuộc hàng lớn nhất cả nước, thành phố Thanh Hóa còn là một trong ba trung tâm lớn của khu vực Bắc Trung Bộ, cùng với các thành phố Vinh và Huế. Thành phố Thanh Hóa từng được quy hoạch trở thành một trong những trung tâm kinh tế – xã hội của vùng Bắc Trung Bộ và vùng phía nam Bắc Bộ; là đầu mối giao lưu của tỉnh Thanh Hóa với cả nước và quốc tế; có vị trí quan trọng về quốc phòng – an ninh; phát triển mạnh dịch vụ và công nghiệp, nhất là dịch vụ chất lượng cao; phát triển du lịch văn hóa – lịch sử, du lịch sinh thái, du lịch cộng đồng, phát huy bản sắc văn hóa Xứ Thanh.
Thành phố Thanh Hóa ban đầu là một thành phố cấp III (thành phố trực thuộc tỉnh) do người Pháp thành lập năm 1929, sau Cách mạng Tháng Tám thì chuyển thành thị xã Thanh Hóa. Qua quá trình phát triển và mở rộng, thành phố Thanh Hóa được thành lập vào ngày 1 tháng 5 năm 1994 và được công nhận là đô thị loại I trực thuộc tỉnh Thanh Hóa ngày 29 tháng 4 năm 2014. Thành phố Thanh Hóa là đô thị trẻ, nằm hai bên bờ sông Mã thuộc vùng đồng bằng rộng thứ ba cả nước; có vị trí, cảnh quan sinh thái thuận lợi, khí hậu ôn hòa. Thành phố cách thành phố biển Sầm Sơn 16 km về phía tây, cách sân bay Thọ Xuân 35 km về phía đông, cách khu kinh tế Nghi Sơn 60 km về phía nam; có các tuyến quốc lộ 1, 10, 45, 47, đường sắt Thống Nhất và đường bộ cao tốc Bắc – Nam phía Đông chạy qua, tạo thành một mạng lưới giao thông đa dạng và thuận tiện. Nhờ đó, thành phố Thanh Hóa đã trở thành trung tâm của tỉnh Thanh Hóa, đồng thời ở vào vị thế thuận lợi trong việc giao thương với tất cả các địa phương trong cả nước.

## Địa lý

### Vị trí địa lý, địa hình
Thành phố Thanh Hóa cách Thủ đô Hà Nội 160 km về phía nam, cách Thành phố Hồ Chí Minh 1.562 km về phía bắc, là một trong 3 đô thị lớn nhất Bắc Trung Bộ, cùng với Vinh và Huế. Thành phố có vị trí địa lý:
- Phía đông giáp huyện Hoằng Hóa và thành phố Sầm Sơn
- Phía tây giáp huyện Triệu Sơn
- Phía nam giáp các huyện Quảng Xương và Nông Cống
- Phía bắc giáp các huyện Hoằng Hóa và Thiệu Hóa.

Thành phố Thanh Hóa có diện tích tự nhiên 228,22 km², nằm ở trung tâm đồng bằng Thanh Hóa, đồng bằng rộng nhất trong các đồng bằng duyên hải miền Trung, có nhiều núi đất, núi đá nằm rải rác với những cánh đồng rộng - hẹp, nông - sâu.
Thành phố Thanh Hóa có núi Hàm Rồng chạy từ làng Dương Xá phường Thiệu Dương, men theo hữu ngạn sông Mã về đến chân cầu Hàm Rồng. Núi Hàm Rồng vừa dài vừa uốn lượn, đến khúc cuối thì phình to ra như một cái đầu có miệng khổng lồ, vì thế, dân gian đặt tên là núi Hàm Rồng. Núi Hàm Rồng nằm án ngữ cửa ngõ phía Bắc thành phố, theo tương truyền, núi Hàm Rồng có 99 đỉnh. Đặc điểm địa hình độc đáo đã vô tình tạo nên một cứ điểm phòng không vững chắc góp phần tạo ra huyền thoại về chiếc cầu Hàm Rồng không thể bị đánh sập trong chiến tranh chống Mỹ cứu nước. Ngoài ra, trong thành phố cũng có núi Mật Sơn là núi sót thấp nằm trên địa phận phường Đông Vệ.

### Điều kiện tự nhiên
Thủy văn
Sông Mã là con sông chính của thành phố. Theo tương truyền, nước sông chảy xiết và dũng mãnh như một con ngựa phi nước đại nên có tên là sông Mã. Con sông mở đầu bài thơ Tây Tiến của nhà thơ Quang Dũng (Sông Mã xa rồi Tây Tiến ơi) khi chảy vào địa phận thành phố trở nên hiền hòa, uốn lượn quanh núi Hàm Rồng trước khi đổ ra biển. Sông Mã đã được chọn làm trục xương sống để xây dựng một thành phố hiện đại bên bờ sông Mã trong tương lai.
Ngoài ra, thành phố cũng có hệ thống sông đào bao gồm sông Thọ Hạc, sông Cốc, sông Lai Thành, sông Nhà Lê, sông Kênh Bắc trước đây được xây dựng để cung cấp tưới tiêu, chống hạn, chống lụt cho nhân dân trên địa bàn thành phố. Cùng với những con sông đào này là những cây cầu mà người dân thành phố thường dùng tên chúng để chỉ những khu vực không mang địa danh hành chính chính thức như: cầu Cốc, cầu Sâng, cầu Hạc, cầu Bố, cầu Treo, cầu Lai Thành,...
Khí hậu
Với vị trí trong vùng nhiệt đới gió mùa, trong một năm thành phố Thanh Hóa chịu ảnh hưởng của hai mùa nóng và lạnh rõ rệt. Mùa nóng bắt đầu từ cuối xuân đến giữa mùa thu. Ở khoảng thời gian này trong năm, thời tiết rất nắng, mưa nhiều, gây ra lụt lội và hạn hán. Những ngày có gió Lào, nhiệt độ còn được đẩy cao tới 39–40°C. Mùa lạnh bắt đầu từ giữa mùa thu đến hết mùa xuân năm sau. Mùa này thường hay xuất hiện gió mùa Đông Bắc, lại mưa ít; đầu mùa thường hanh khô. Mùa lạnh nhiệt độ có thể xuống thấp tới 5–6°C. Nhiệt độ trung bình cả năm từ 23,3 – 23,6°C.
Do nằm trong vùng đồng bằng ven biển, thành phố Thanh Hóa hàng năm có 3 mùa gió. Gió Bắc, hay gió mùa Đông Bắc, là nguồn không khí lạnh từ vùng Siberia thổi vào, gây ra mùa đông lạnh và giá buốt. Gió Tây Nam, hay gió Lào, từ vịnh Bengal qua Thái Lan rồi qua Lào, mang theo không khí nóng và khô rát vào những ngày hè. Cường độ gió Lào ở thành phố Thanh Hóa không mạnh bằng ở các tỉnh miền Trung khác. Gió Đông Nam, hay gió nồm, là gió từ biển vào mang theo khí hậu mát mẻ.
Lượng mưa hàng năm trung bình đạt 1.730 – 1.980 mm.
| Climate data for Trạm Thanh Hóa (Quảng Xương) | Climate data for Trạm Thanh Hóa (Quảng Xương) | Climate data for Trạm Thanh Hóa (Quảng Xương) | Climate data for Trạm Thanh Hóa (Quảng Xương) | Climate data for Trạm Thanh Hóa (Quảng Xương) | Climate data for Trạm Thanh Hóa (Quảng Xương) | Climate data for Trạm Thanh Hóa (Quảng Xương) | Climate data for Trạm Thanh Hóa (Quảng Xương) | Climate data for Trạm Thanh Hóa (Quảng Xương) | Climate data for Trạm Thanh Hóa (Quảng Xương) | Climate data for Trạm Thanh Hóa (Quảng Xương) | Climate data for Trạm Thanh Hóa (Quảng Xương) | Climate data for Trạm Thanh Hóa (Quảng Xương) | Climate data for Trạm Thanh Hóa (Quảng Xương) |
| Tháng                                         | 1                                             | 2                                             | 3                                             | 4                                             | 5                                             | 6                                             | 7                                             | 8                                             | 9                                             | 10                                            | 11                                            | 12                                            | Năm                                           |
| --------------------------------------------- | --------------------------------------------- | --------------------------------------------- | --------------------------------------------- | --------------------------------------------- | --------------------------------------------- | --------------------------------------------- | --------------------------------------------- | --------------------------------------------- | --------------------------------------------- | --------------------------------------------- | --------------------------------------------- | --------------------------------------------- | --------------------------------------------- |
| Cao kỉ lục °C (°F)                            | 32.6 (90.7)                                   | 34.5 (94.1)                                   | 35.5 (95.9)                                   | 38.3 (100.9)                                  | 40.7 (105.3)                                  | 40.3 (104.5)                                  | 39.7 (103.5)                                  | 38.4 (101.1)                                  | 37.9 (100.2)                                  | 34.5 (94.1)                                   | 33.2 (91.8)                                   | 30.2 (86.4)                                   | 40.7 (105.3)                                  |
| Trung bình ngày tối đa °C (°F)                | 20.1 (68.2)                                   | 20.5 (68.9)                                   | 22.8 (73.0)                                   | 27.1 (80.8)                                   | 31.3 (88.3)                                   | 33.2 (91.8)                                   | 33.2 (91.8)                                   | 32.1 (89.8)                                   | 30.7 (87.3)                                   | 28.5 (83.3)                                   | 25.5 (77.9)                                   | 22.1 (71.8)                                   | 27.3 (81.1)                                   |
| Trung bình ngày °C (°F)                       | 17.1 (62.8)                                   | 17.8 (64.0)                                   | 20.0 (68.0)                                   | 23.7 (74.7)                                   | 27.3 (81.1)                                   | 29.1 (84.4)                                   | 29.2 (84.6)                                   | 28.3 (82.9)                                   | 27.1 (80.8)                                   | 24.9 (76.8)                                   | 21.8 (71.2)                                   | 18.6 (65.5)                                   | 23.7 (74.7)                                   |
| Tối thiểu trung bình ngày °C (°F)             | 15.1 (59.2)                                   | 16.1 (61.0)                                   | 18.3 (64.9)                                   | 21.6 (70.9)                                   | 24.7 (76.5)                                   | 26.3 (79.3)                                   | 26.3 (79.3)                                   | 25.7 (78.3)                                   | 24.6 (76.3)                                   | 22.4 (72.3)                                   | 19.3 (66.7)                                   | 16.1 (61.0)                                   | 21.4 (70.5)                                   |
| Thấp kỉ lục °C (°F)                           | 6.0 (42.8)                                    | 6.6 (43.9)                                    | 7.7 (45.9)                                    | 12.9 (55.2)                                   | 18.1 (64.6)                                   | 19.8 (67.6)                                   | 21.4 (70.5)                                   | 22.3 (72.1)                                   | 17.1 (62.8)                                   | 14.8 (58.6)                                   | 9.2 (48.6)                                    | 5.6 (42.1)                                    | 5.6 (42.1)                                    |
| Lượng mưa trung bình mm (inches)              | 23.3 (0.92)                                   | 21.4 (0.84)                                   | 41.4 (1.63)                                   | 62.1 (2.44)                                   | 142.8 (5.62)                                  | 179.6 (7.07)                                  | 195.5 (7.70)                                  | 278.4 (10.96)                                 | 394.1 (15.52)                                 | 267.4 (10.53)                                 | 77.3 (3.04)                                   | 28.1 (1.11)                                   | 1.711,5 (67.38)                               |
| Số ngày mưa trung bình                        | 9.6                                           | 11.7                                          | 14.5                                          | 11.2                                          | 12.2                                          | 12.0                                          | 12.0                                          | 15.3                                          | 15.1                                          | 12.4                                          | 7.6                                           | 6.2                                           | 139.9                                         |
| Độ ẩm tương đối trung bình (%)                | 84.9                                          | 87.8                                          | 89.5                                          | 89.1                                          | 84.1                                          | 80.6                                          | 81.0                                          | 84.9                                          | 85.5                                          | 83.4                                          | 81.9                                          | 81.3                                          | 84.5                                          |
| Số giờ nắng trung bình tháng                  | 77.5                                          | 52.2                                          | 56.1                                          | 110.6                                         | 198.7                                         | 191.8                                         | 209.9                                         | 175.1                                         | 161.3                                         | 154.1                                         | 129.4                                         | 112.3                                         | 1.630,4                                       |
| Nguồn: QCVN 02:2022/BXD                       |                                               |                                               |                                               |                                               |                                               |                                               |                                               |                                               |                                               |                                               |                                               |                                               |                                               |

## Hành chính
Thành phố Thanh Hóa có 47 đơn vị hành chính cấp xã, bao gồm 33 phường: An Hưng, Ba Đình, Điện Biên, Đông Cương, Đông Hải, Đông Hương, Đông Lĩnh, Đông Sơn, Đông Tân, Đông Thịnh, Đông Thọ, Đông Vệ, Hàm Rồng, Hoằng Đại, Hoằng Quang, Lam Sơn, Long Anh, Nam Ngạn, Ngọc Trạo, Phú Sơn, Quảng Cát, Quảng Đông, Quảng Hưng, Quảng Phú, Quảng Tâm, Quảng Thành, Quảng Thắng, Quảng Thịnh, Rừng Thông, Tào Xuyên, Thiệu Dương, Thiệu Khánh, Trường Thi và 14 xã: Đông Hòa, Đông Hoàng, Đông Khê, Đông Minh, Đông Nam, Đông Ninh, Đông Phú, Đông Quang, Đông Thanh, Đông Tiến, Đông Văn, Đông Vinh, Đông Yên, Thiệu Vân.
| Tên         | Diện tích (km²) | Dân số (người) | Mật độ dân số (người/km²) |
| ----------- | --------------- | -------------- | ------------------------- |
| Phường (33) |                 |                |                           |
| An Hưng     | 6,54            | 15.732         | 2.406                     |
| Ba Đình     | 0,70            | 16.721         | 23.887                    |
| Điện Biên   | 0,68            | 15.641         | 23.001                    |
| Đông Cương  | 6,54            | 14.351         | 2.194                     |
| Đông Hải    | 6,70            | 16.210         | 2.419                     |
| Đông Hương  | 3,48            | 19.465         | 5.593                     |
| Đông Lĩnh   | 8,74            | 11.964         | 1.369                     |
| Đông Sơn    | 1,00            | 15.621         | 15.621                    |
| Đông Tân    | 4,42            | 9.711          | 2.197                     |
| Đông Thịnh  | 4,38            | 7.630          | 1.742                     |
| Đông Thọ    | 3,60            | 30.791         | 8.553                     |
| Đông Vệ     | 4,76            | 38.468         | 8.082                     |
| Hàm Rồng    | 4,31            | 6.967          | 1.616                     |
| Hoằng Đại   | 4,67            | 7.491          | 1.604                     |
| Hoằng Quang | 6,30            | 8.954          | 1.421                     |
| Lam Sơn     | 0,93            | 16.319         | 17.547                    |

| Tên         | Diện tích (km²) | Dân số (người) | Mật độ dân số (người/km²) |
| ----------- | --------------- | -------------- | ------------------------- |
| Long Anh    | 5,64            | 9.634          | 1.708                     |
| Nam Ngạn    | 2,57            | 18.064         | 7.029                     |
| Ngọc Trạo   | 0,54            | 14.236         | 26.363                    |
| Phú Sơn     | 2,70            | 33.359         | 12.355                    |
| Quảng Cát   | 6,66            | 11.280         | 1.694                     |
| Quảng Đông  | 5,33            | 7.627          | 1.431                     |
| Quảng Hưng  | 5,72            | 13.291         | 2.324                     |
| Quảng Phú   | 6,51            | 10.380         | 1.594                     |
| Quảng Tâm   | 3,68            | 10.012         | 2.721                     |
| Quảng Thành | 8,54            | 18.747         | 2.195                     |
| Quảng Thắng | 3,54            | 38.705         | 10.934                    |
| Quảng Thịnh | 4,90            | 12.011         | 2.451                     |
| Rừng Thông  | 5,96            | 11.918         | 2.000                     |
| Tào Xuyên   | 5,69            | 12.483         | 2.194                     |
| Thiệu Dương | 5,71            | 12.165         | 2.130                     |
| Thiệu Khánh | 5,33            | 11.545         | 2.166                     |
| Trường Thi  | 0,86            | 22.634         | 26.319                    |

| Tên        | Diện tích (km²) | Dân số (người) | Mật độ dân số (người/km²) |
| ---------- | --------------- | -------------- | ------------------------- |
| Xã (14)    |                 |                |                           |
| Đông Hòa   | 5,57            | 5.896          | 1.059                     |
| Đông Hoàng | 5,17            | 6.028          | 1.166                     |
| Đông Khê   | 6,51            | 8.416          | 1.293                     |
| Đông Minh  | 4,13            | 5.180          | 1.254                     |
| Đông Nam   | 9,43            | 6.213          | 659                       |
| Đông Ninh  | 5,57            | 7.185          | 1.290                     |
| Đông Phú   | 5,68            | 5.141          | 905                       |
| Đông Quang | 7,40            | 6.218          | 840                       |
| Đông Thanh | 5,80            | 7.220          | 1.245                     |
| Đông Tiến  | 5,18            | 7.228          | 1.395                     |
| Đông Văn   | 6,58            | 6.019          | 915                       |
| Đông Vinh  | 4,36            | 4.216          | 967                       |
| Đông Yên   | 5,51            | 6.400          | 1.162                     |
| Thiệu Vân  | 3,69            | 6.135          | 1.663                     |

Như vậy, thành phố Thanh Hóa là đơn vị hành chính cấp huyện có số phường nhiều thứ hai cả nước (sau thành phố Thủ Đức), đồng thời là thành phố thuộc tỉnh có tổng số phường xã lớn nhất cả nước hiện nay.

## Lịch sử
Xem thêm: Trấn thành Thanh Hóa

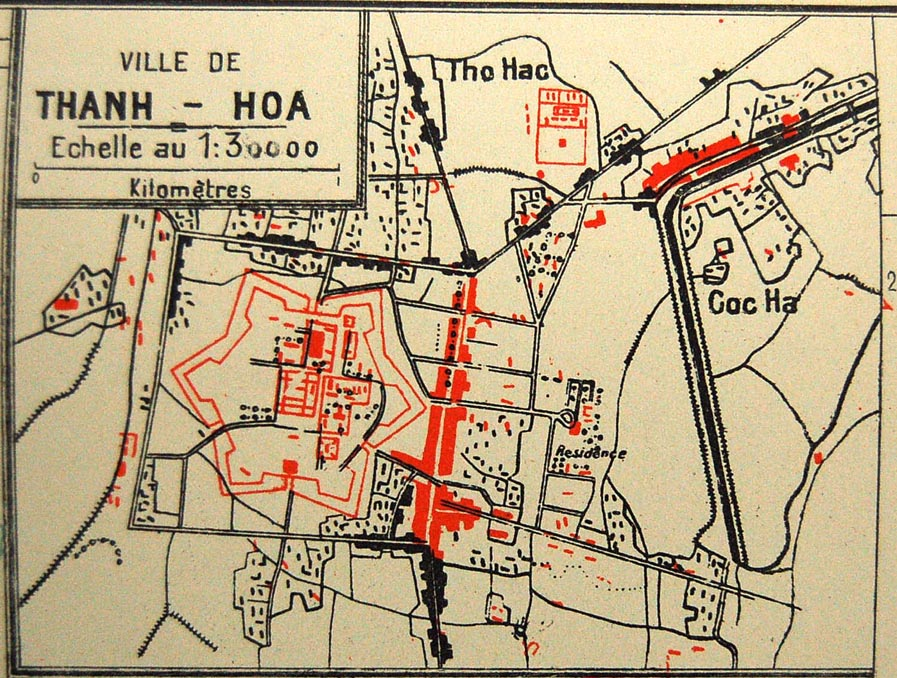
Bản đồ thành phố Thanh Hóa vẽ năm 1909.

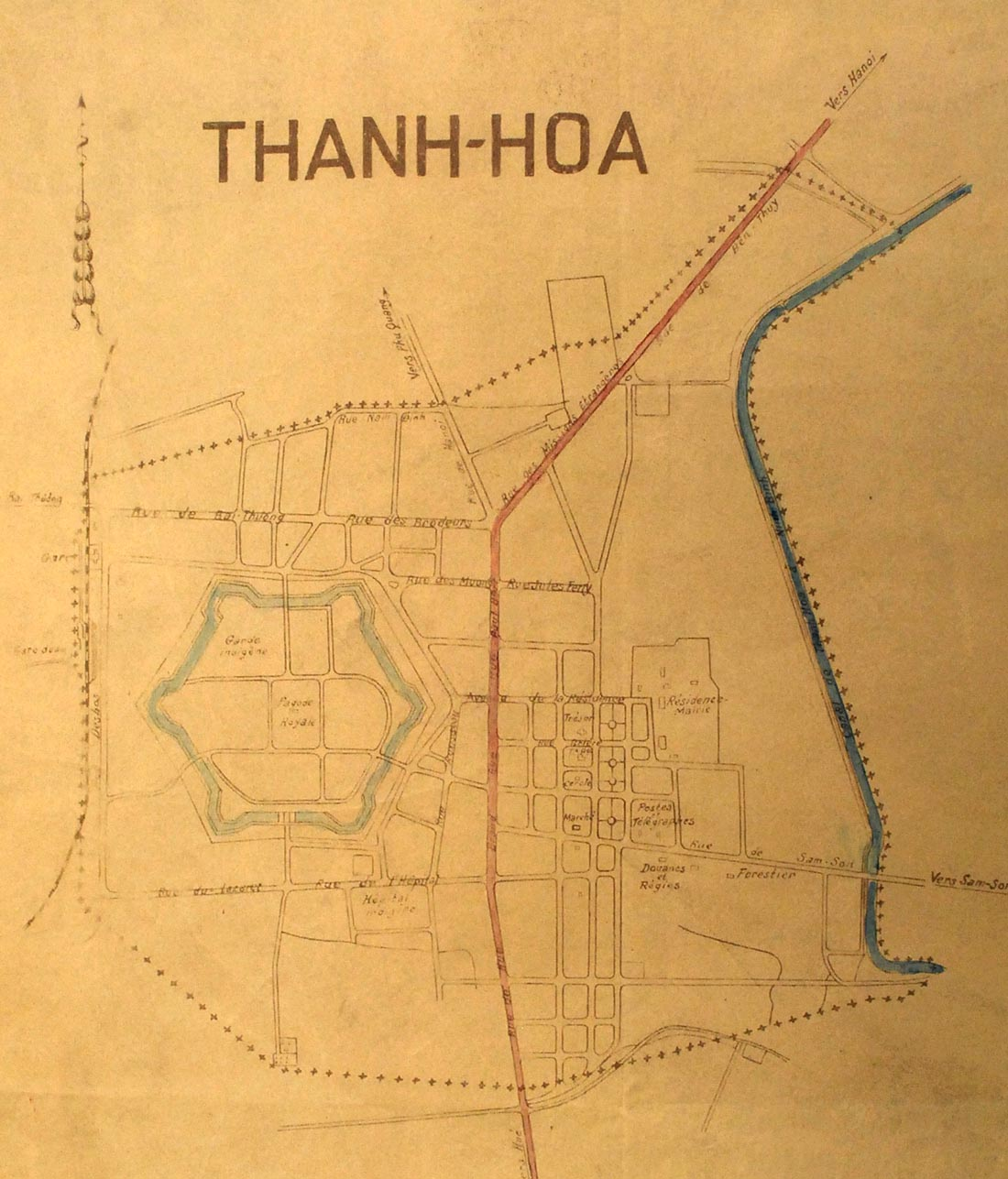
Bản đồ thành phố Thanh Hóa trước 1930

Năm 1804, vua Gia Long ra chỉ dụ dời trấn thành Thanh Hóa từ làng Dương Xá (xã Thiệu Dương, huyện Thiệu Hóa), nay là phường Thiệu Dương, thành phố Thanh Hóa về làng Thọ Hạc thuộc huyện Đông Sơn, gọi là Hạc thành.
Ngày 22 tháng 7 năm 1889, vua Thành Thái ký đạo dụ thành lập thị xã Thanh Hóa bao gồm 7 làng: Đức Thọ Vạn, Cẩm Bào Nội, Cốc Hạ, Phủ Cốc thuộc tổng Bố Đức, huyện Đông Sơn; Thọ Hạc, Đông Phố, Nam Phố thuộc tổng Thọ Hạc, huyện Đông Sơn (dưới quyền quản lý của viên công sứ Pháp Lebrun (1888?–1890)).
Ngày 29 tháng 5 năm 1929, Pháp ban hành Quyết định về việc thành lập thành phố Thanh Hóa, là một thành phố cấp III (do viên công sứ Pháp lúc này là P. Dupuy (1929–1931) đứng đầu).
Sau Cách mạng Tháng Tám thành công năm 1945, chuyển thành phố Thanh Hóa thành thị xã Thanh Hóa.
Ngày 16 tháng 3 năm 1963, Hội đồng Chính phủ ban hành Quyết định số 30-CP về việc sáp nhập xã Đông Giang (gồm 3 làng Nghĩa Phương, Đông Sơn và Nam Ngạn) thuộc huyện Đông Sơn và xóm Núi thuộc xã Hoằng Long, huyện Hoằng Hóa sáp nhập vào thị xã Thanh Hóa quản lý.
Ngày 28 tháng 8 năm 1971, Bộ trưởng Phủ Thủ tướng ban hành Quyết định số 226-TTg về việc sáp nhập 3 xã: Đông Vệ, Đông Hương, Đông Hải thuộc huyện Đông Sơn và xã Quảng Thắng thuộc huyện Quảng Xương sáp nhập vào thị xã Thanh Hóa quản lý.
Sau năm 1975, thị xã Thanh Hóa có 7 phường: Ba Đình, Điện Biên, Hàm Rồng, Lam Sơn, Nam Ngạn, Ngọc Trạo, Phú Sơn và 5 xã: Đông Hải, Đông Hương, Đông Thọ, Đông Vệ, Quảng Thắng.
Năm 1991, Bộ Xây dựng ban hành Quyết định về việc công nhận thị xã Thanh Hóa là đô thị loại IV trực thuộc tỉnh Thanh Hóa.
Năm 1993, Bộ Xây dựng ban hành Quyết định về việc công nhận thị xã Thanh Hóa là đô thị loại III trực thuộc tỉnh Thanh Hóa.
Ngày 1 tháng 5 năm 1994, Thủ tướng Chính phủ ban hành Nghị định số 37-CP về việc thành lập thành phố Thanh Hóa thuộc tỉnh Thanh Hóa trên cơ sở toàn bộ thị xã Thanh Hóa.
Thành phố Thanh Hóa có 57,8 km² diện tích tự nhiên và dân số gần 200.000 người; có 12 phường, xã.
Ngày 28 tháng 6 năm 1994, Chính phủ ban hành Nghị định số 55-CP về việc:
- Chuyển 2 xã Đông Thọ và Đông Vệ thành 2 phường có tên tương ứng.
- Chia xã Đông Hải thành xã Đông Hải và phường Đông Sơn.
- Chia phường Nam Ngạn thành phường Nam Ngạn và phường Trường Thi.

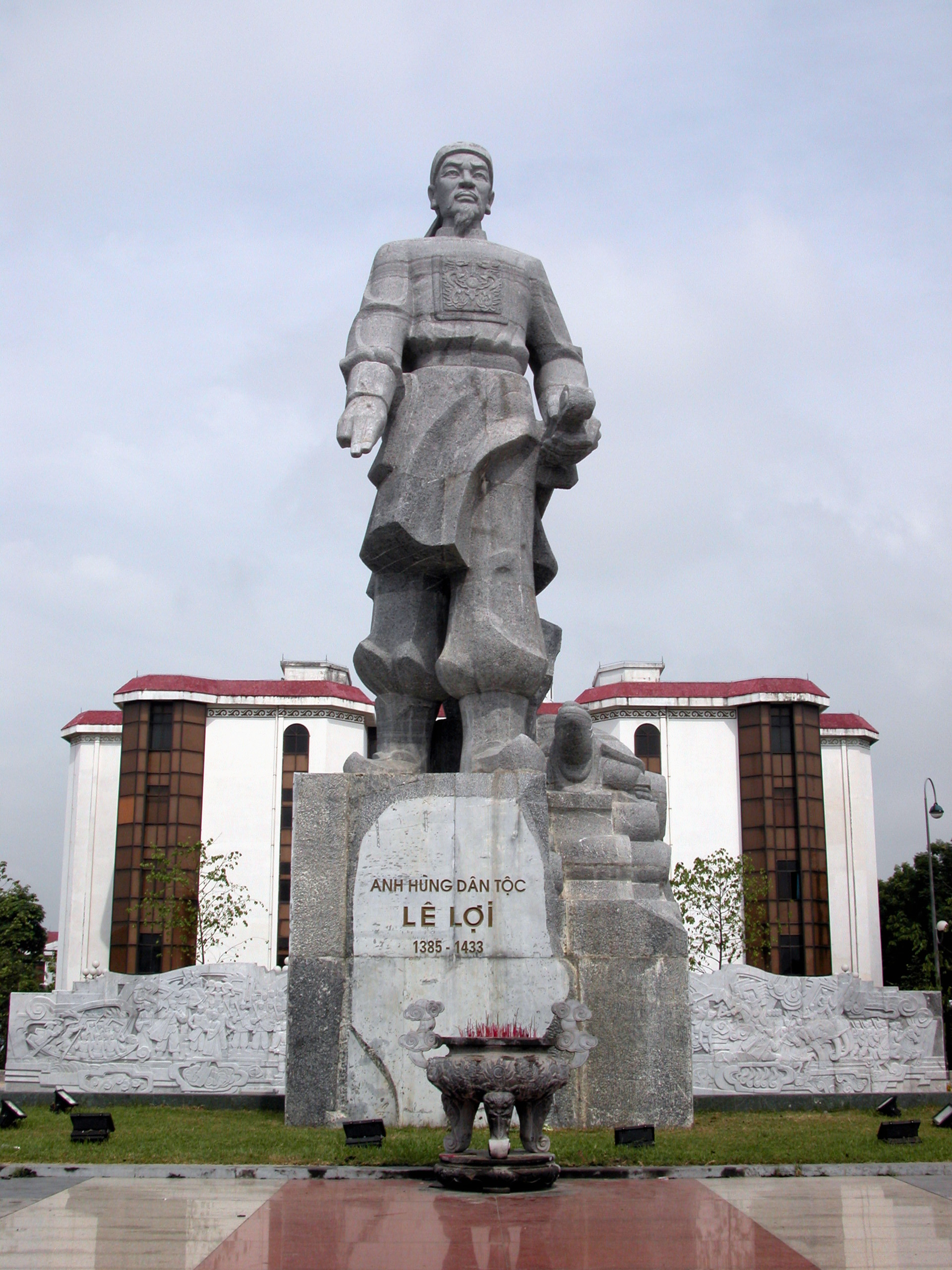
Tượng Lê Thái Tổ trước trụ sở UBND tỉnh Thanh Hóa

Ngày 6 tháng 12 năm 1995, Chính phủ ban hành Nghị định số 85-CP về việc sáp nhập xã Đông Cương thuộc huyện Đông Sơn; các xã Quảng Thành, Quảng Hưng và một phần đất của xã Quảng Thịnh (sáp nhập vào phường Đông Vệ) thuộc huyện Quảng Xương vào thành phố Thanh Hóa quản lý.
Thành phố Thanh Hóa có 17 phường, xã.
Ngày 11 tháng 4 năm 2002, Chính phủ ban hành Nghị định số 44/2002/NĐ-CP về việc chia phường Phú Sơn thành phường Phú Sơn và phường Tân Sơn.
Ngày 29 tháng 4 năm 2004, Thủ tướng Chính phủ ban hành Quyết định số 72/2004/QĐ-TTg về việc công nhận thành phố Thanh Hóa là đô thị loại II trực thuộc tỉnh Thanh Hóa.
Ngày 29 tháng 2 năm 2012, Chính phủ ban hành Nghị quyết số 05/NQ-CP về việc:
- Sáp nhập thị trấn Tào Xuyên và 5 xã: Hoằng Lý, Hoằng Long, Hoằng Anh, Hoằng Quang, Hoằng Đại thuộc huyện Hoằng Hóa; thị trấn Nhồi và 4 xã: Đông Lĩnh, Đông Tân, Đông Hưng, Đông Vinh thuộc huyện Đông Sơn; 3 xã: Thiệu Dương, Thiệu Khánh, Thiệu Vân thuộc huyện Thiệu Hóa và 5 xã: Quảng Thịnh, Quảng Đông, Quảng Phú, Quảng Tâm, Quảng Cát thuộc huyện Quảng Xương vào thành phố Thanh Hóa quản lý.
- Chuyển thị trấn Tào Xuyên thành phường Tào Xuyên.
- Chuyển thị trấn Nhồi thành phường An Hoạch.

Sau khi mở rộng địa giới hành chính, thành phố Thanh Hóa có 14.677,07 ha diện tích tự nhiên, dân số là 393.294 người với 37 đơn vị hành chính trực thuộc, gồm 14 phường và 23 xã.
Ngày 19 tháng 8 năm 2013, Chính phủ ban hành Nghị quyết số 99/NQ-CP về việc thành lập các phường: Đông Cương, Đông Hương, Đông Hải, Quảng Hưng, Quảng Thành, Quảng Thắng trên cơ sở các xã tương ứng.
Ngày 29 tháng 4 năm 2014, Thủ tướng Chính phủ ban hành Quyết định số 636/QĐ-TTg về việc công nhận thành phố Thanh Hóa là đô thị loại I trực thuộc tỉnh Thanh Hóa.
Ngày 16 tháng 10 năm 2019, Ủy ban Thường vụ Quốc hội ban hành Nghị quyết số 786/NQ-UBTVQH14 về việc sắp xếp các đơn vị hành chính cấp xã thuộc tỉnh Thanh Hóa (nghị quyết có hiệu lực từ ngày 1 tháng 12 năm 2019). Theo đó:
- Sáp nhập xã Đông Hưng và phường An Hoạch để thành lập phường An Hưng.
- Sáp nhập xã Hoằng Lý vào phường Tào Xuyên
- Sáp nhập xã Hoằng Anh và xã Hoằng Long thành xã Long Anh.

Ngày 9 tháng 12 năm 2020, Ủy ban Thường vụ Quốc hội ban hành Nghị quyết 1108/NQ-UBTVQH14 về việc thành lập các phường thuộc thành phố Thanh Hóa (nghị quyết có hiệu lực từ ngày 1 tháng 2 năm 2021). Theo đó, chuyển 10 xã: Đông Lĩnh, Đông Tân, Long Anh, Quảng Cát, Quảng Đông, Quảng Phú, Quảng Tâm, Quảng Thịnh, Thiệu Dương, Thiệu Khánh thành 10 phường có tên tương ứng.
Ngày 5 tháng 8 năm 2024, Thủ tướng Chính phủ ban hành Quyết định số 795/QĐ-TTg về việc công nhận đô thị Thanh Hóa (gồm toàn bộ thành phố Thanh Hóa và huyện Đông Sơn) đạt tiêu chí đô thị loại I.
Ngày 24 tháng 10 năm 2024, Ủy ban Thường vụ Quốc hội ban hành Nghị quyết số 1238/NQ-UBTVQH15 về việc sắp xếp đơn vị hành chính cấp huyện, cấp xã của tỉnh Thanh Hóa giai đoạn 2023 – 2025 (nghị quyết có hiệu lực từ ngày 1 tháng 1 năm 2025). Theo đó:
- Sáp nhập huyện Đông Sơn vào thành phố Thanh Hóa.
- Thành lập 3 phường: Đông Thịnh, Hoằng Đại, Hoằng Quang, Rừng Thông trên cơ sở các xã, thị trấn có tên tương ứng.
- Nhập lại phường Tân Sơn vào phường Phú Sơn.

Thành phố Thanh Hóa có 33 phường và 14 xã như hiện nay.

## Kinh tế
Năm 2017, tốc độ tăng trưởng kinh tế 15%; GDP bình quân đầu người 4.922 USD; giá trị kim ngạch xuất khẩu 704 triệu USD; tổng vốn đầu tư phát triển trên địa bàn 18.165 tỷ đồng; thu ngân sách Nhà nước 2.340 tỷ đồng,...
Tính đến cuối năm 2020, tổng mức bán lẻ hàng hóa và dịch vụ của thành phố ước đạt 56.735 tỷ đồng; giá trị xuất khẩu ước đạt 1.652 USD; doanh thu du lịch ước đạt 2.500 tỷ đồng. Giá trị sản xuất công nghiệp – xây dựng trong năm của thành phố ước đạt 77.462 tỷ đồng, tăng 12,1% so với cùng kỳ.Năm 2020, toàn thành phố có 1.554 doanh nghiệp mới được thành lập, với số vốn đăng ký 12.845 tỷ đồng. Qua đó, nâng tổng số doanh nghiệp trên địa bàn thành phố lên 7.000 doanh nghiệp. Thu ngân sách Nhà nước của TP Thanh Hóa ước đạt 3.371,59 tỷ đồng, đạt 104,1% dự toán tỉnh giao, tăng 13,5% so với cùng kỳ. Tổng nguồn vốn đầu tư cho phát triển trên địa bàn thành phố năm 2020 ước đạt 34.453 tỷ đồng, tăng 1,3% so với kế hoạch, tăng 7,5% so với cùng kỳ.
Năm 2021, tốc độ tăng giá trị sản xuất trên địa bàn thành phố Thanh Hóa ước đạt 12,1%,trong đó: nông, lâm, thủy sản tăng 4,6%, công nghiệp - xây dựng tăng 14,2%, dịch vụ tăng 8,9%. Cơ cấu giá trị sản xuất chuyển dịch đúng định hướng, tỷ trọng giá trị sản xuất ngành công nghiệp - xây dựng chiếm 63,8%, ngành dịch vụ chiếm 33,1%, ngành nông, lâm, thủy sản chiếm 3,1%.
Giá trị sản xuất nông, lâm, thủy sản ước đạt 3.931 tỷ đồng,tăng 4,6% so với cùng kỳ. Tổng giá trị sản xuất công nghiệp ước đạt 44.583 tỷ đồng, tăng 11,8% so với cùng kỳ. Tổng giá trị sản xuất các ngành dịch vụ ước đạt 43.263 tỷ đồng, tăng 8,9% so với cùng kỳ. Tổng giá trị xuất khẩu ước đạt 1.863 triệu USD,tăng 22,6% so với cùng kỳ. Tổng mức bán lẻ hàng hóa trong năm ước đạt 65.131 tỷ đồng,tăng 14,8% so với cùng kỳ; vận chuyển hàng hóa ước đạt 25 triệu tấn, tăng 7,4%; vận chuyển hành khách ước đạt 11,2 triệu lượt khách, giảm 10,2% so với cùng kỳ. Năm 2021 toàn Thành phố ước đón 01 triệu lượt khách, bằng 25% so với cả tỉnh, giảm 24% so với cùng kỳ; doanh thu ước đạt 1.200 tỷ đồng, giảm 25% so với cùng kỳ.
Thu ngân sách nhà nước ước đạt 3.050,97 tỷ đồng,  giảm 7% so với cùng kỳ. Huy động vốn đầu tư phát triển đạt 35.600 tỷ đồng, tăng 4,1% so với cùng kỳ; thành lập mới 1.546 doanh nghiệp, đạt 103,7% kế hoạch.
Hiện nay ở thành phố có 3 khu công nghiệp chính là Khu công nghiệp Lễ Môn,Khu công nghiệp Tây bắc ga, Khu công nghiệp Hoàng Long .

## Xã hội

### Giáo dục
Đại học
- Trường Đại học Hồng Đức

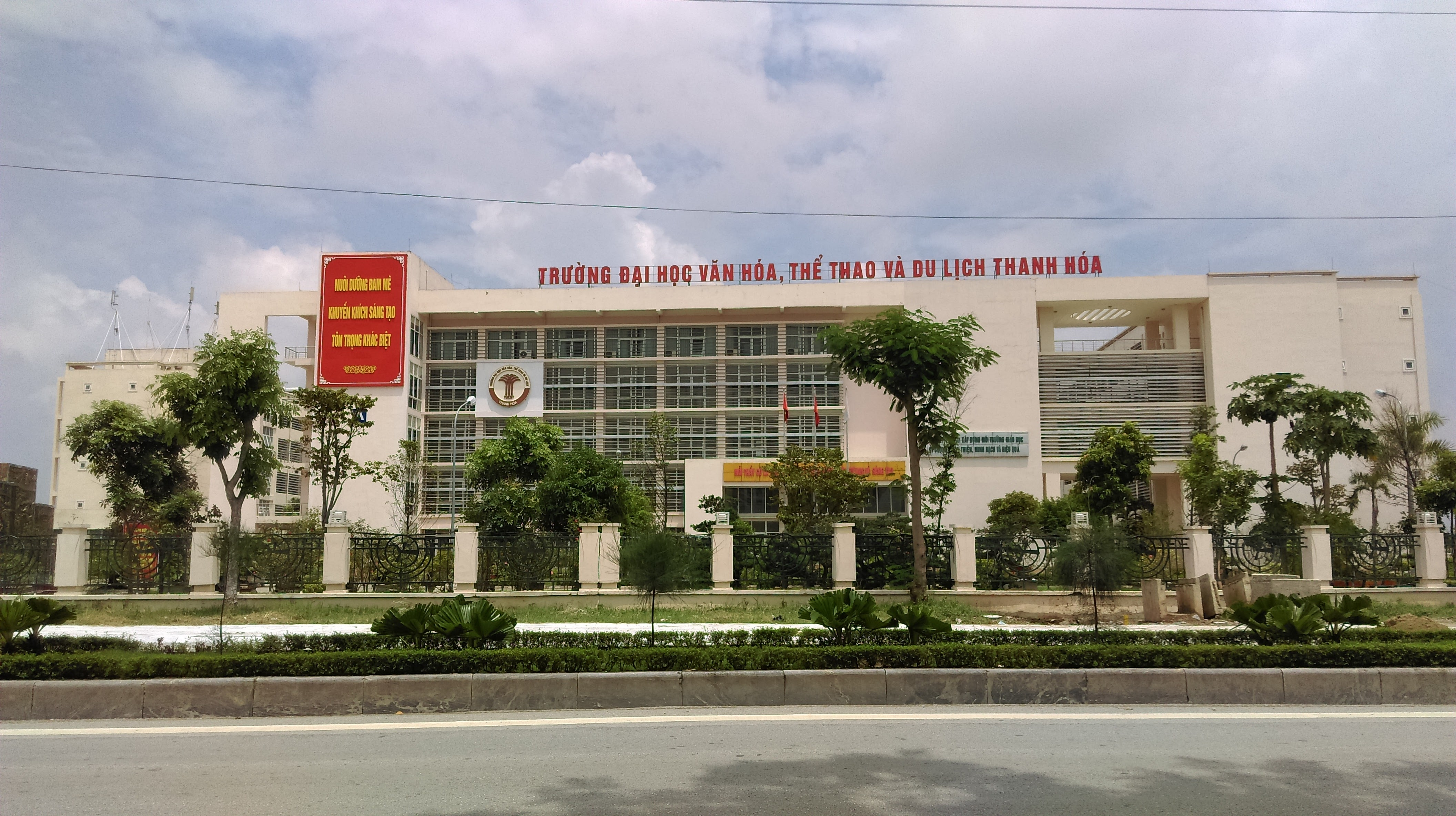
Trường Đại học Văn hóa, Thể thao và Du lịch Thanh Hóa

- Trường Đại học Văn hóa, Thể thao và Du lịch Thanh Hóa
- Phân hiệu Thanh Hóa của Trường Đại học Công nghiệp Thành phố Hồ Chí Minh
- Phân hiệu Thanh Hóa của Trường Đại học Y Hà Nội.

Các trường Cao đẳng
- Trường Cao đẳng Công nghiệp Thanh Hóa
- Trường Cao đẳng Nông nghiệp Thanh Hóa
- Cao đẳng Y tếThanh Hóa
- Cao đẳng Y Dược Hợp lực
- Cao đẳng Kinh tế-Kĩ thuật Công thương
- Cao đẳng nghề Vicet.
- Cao đẳng thực hành - FPT Polytechnic tại Thanh Hóa
- Cao đẳng nghề Lam Kinh
- Cao đẳng nghề An Nhất Vinh
- Cao đẳng Bách Khoa Việt Nam

Trung học phổ thông
- Trường Trung học phổ thông Chuyên Lam Sơn
- Tiểu học, trung học cơ sở, trung học phổ thông Vinschool Star city
- Trường Tiểu học, THCS & THPT Nobel School
- Trường Tiểu học, THCS & THPT Nobel School II
- Trường Tiểu học, THCS & THPT QTHSchool
- Trường Tiểu học, THCS & THPT Đông Bắc Ga
- Trường Tiểu học, THCS & THPT FPT
- Trường Tiểu học, THCS & THPT Fansipan
- Trung học phổ thông Đào Duy Từ
- Trung học phổ thông Hàm Rồng Lưu trữ ngày 24 tháng 11 năm 2021 tại Wayback Machine
- Trung học phổ thông Nguyễn Trãi
- Trung học phổ thông Tô Hiến Thành
- Trung học phổ thông Dân tộc nội trú tỉnh Thanh Hóa
- Trung học phổ thông Lý Thường Kiệt
- Trung học phổ thông Trường Thi
- Trung học phổ thông Đào Duy Anh
- Trung học phổ thông Nguyễn Huệ.
- Trung học phổ thông Đông Sơn I
- Trung học phổ thông Đông Sơn II
- Phổ thông Nguyễn Mộng Tuân

### Kiến trúc và quy hoạch đô thị
Thành phố Thanh Hóa có nhiều quảng trường và công viên. Các công viên trên địa bàn thành phố là: Công viên Hội An, công viên Thanh Quảng, công viên Bố Vệ, công viên Hồ Thành, công viên Hồ Đồng Chiệc, công viên bến thuyền Hàm Rồng; công viên cây xanh – Trung tâm thể dục thể thao Thanh Hóa Centre Park tại khu đô thị Nam thành phố Thanh Hóa, phường Đông Vệ, thành phố Thanh Hóa (Công ty cổ phần Tập đoàn Mặt Trời - Sungroup - làm chủ đầu tư). Trong quy hoạch thành phố Thanh Hóa đến 2030, còn có công viên Nước Đông Hương, công viên Ngọc Nữ, công viên Tháng Tư.
Với nét đặc trưng văn hóa Đông Sơn và hình ảnh chim Hạc đã trở thành nguồn cảm hứng chủ đạo cho kiến trúc của nhiều công trình quan trọng trong thành phố. Có thể kể tới như Trung tâm triển lãm và hôi chợ tỉnh, những dàn đèn trang trí trên các đại lộ và điểm nhấn trong các quảng trường.
Thành phố Thanh Hóa hiện nay có 3 quảng trường trung tâm: Quảng trường Lê Lợi, Quảng trường Lam Sơn và Quảng trường Hàm Rồng. Quảng trường Hàm Rồng được xây dựng với mục đích kỷ niệm 45 năm chiến thắng Hàm Rồng lịch sử, và trở thành điểm nhấn trung tâm của khu du lịch Hàm Rồng. Hiện nay một quảng trường nhỏ ở phía nam sông Mã thuộc khu vực chân cầu Hàm Rồng đã đi vào hoạt động tạo ra cảnh quan tươi đẹp bên bờ sông Mã. Sắp tới thành phố sẽ tiến hành xây dựng thêm một quảng trường nữa là quảng trường Văn hóa trung tâm.
Thành phố Thanh Hóa đang đầu tư để phát triển cơ sở hạ tầng với nhiều khu dân cư đô thị mới, đại lộ, cao ốc với mục tiêu mở rộng quy mô đô thị, đặc biệt là về phía Đông và phía Nam như khu đô thị  Vinhomes Star City (tập đoàn Vingroup), Khu đô thị Đông Hải, Khu đô thị Núi Long, Khu đô thị  Bình Minh, khu đô thị Đông Bắc Ga, khu đô thị Đông Sơn, khu đô thị Nam thành phố Thanh Hóa, khu đô thị Đông Nam thành phố Thanh Hóa, khu đô thị ven sông Hạc, khu đô thị Xanh... Nhiều tập đoàn, tổng công ty bất động sản lớn đã đầu tư vào thành phố như: Tecco, Hud, Mường Thanh, FLC, Vingroup, Sungroup. Trong tương lai thành phố Thanh Hóa có quy mô một triệu dân , là thành phố 2 bờ sông Mã.

## Dân số
Năm 2008, thành phố Thanh Hóa có diện tích 57,94 km² Dân số năm 2009 là 207.698 người.
Thành phố Thanh Hóa có dân số năm 2019 là 359.910 người, mật độ dân số đạt 2.476 người/km².
Năm 2022, thành phố Thanh Hoá có quy mô dân số là 507.230 người, mật độ dân số đạt 3.490 người/km².
Sau khi nhập huyện Đông Sơn vào thành phố Thanh Hóa, hiện nay thành phố có quy mô dân số là 615.106 người, mật độ dân số đạt 2.695 người/km²

## Văn hóa

### Ẩm thực
Thành phố Thanh Hóa có rất nhiều loại ẩm thực mang đậm dấu ấn riêng tại các con phố. Những món ăn đặc sắc có thể kể tới như Nem chua, Nem nướng, Bánh khoái tép, Chả tôm, Bánh cuốn, Ốc mút Chùa Thanh Hà, Bánh mỳ Nam Hà phố Trường Thi, Bánh ích
Ngoài ra, ở thành phố Thanh Hóa cũng có thể dễ dàng tìm thấy đặc sản của các địa phương khác trên toàn tỉnh tại các chợ hoặc cửa hàng truyền thống.
- Nem chua: Có nhiều loại nem như nem dài, nem oản, nem cối, nem vuông… khác nhau ở hình thức và khối lượng, tùy mục đích sử dụng nhưng không thay đổi hương vị đặc trưng. Cũng có nhiều biến tấu cho món nem như nem thính, nem cuốn, nem nướng, nem rán… Mỗi loại lại mang đến cho người ăn những cảm nhận khác nhau. Những địa điểm tin cậy như nhà nem Gốc Đa, Cương Dũng, Vũ Linh, nem bà Thường, bà Năm hay trên vỉa hè các phố Đinh Lễ, Tô Vĩnh Diện, Ngọc Trạo… để thưởng thức.
- Nem nướng: Đây có thể coi là đặc sản riêng của vùng đất Thọ Xuân- Thanh Hóa. Cách làm và nguyên liệu có phần tương đồng giống nem chua, tuy nhiên cách ăn lại rất khác. Bạn nên nướng trực tiếp trên bếp than hoặc nướng vùi tro để có trải nghiệm tốt nhất. Tuy nhiên nếu điều kiện xung quanh không cho phép bạn có thể bỏ vào lò nướng hoặc nồi chiên không dầu đều được.
- Bánh khoái tép: Bánh khoái có vẻ giống bánh xèo Nam bộ về cách chế biến nhưng nguyên liệu thì khác, mang nét đặc trưng của xứ Thanh, bao gồm rau cần, bắp cải, thì là thái sợi nhỏ và tép tươi. Bánh khoái chấm cùng nước mắm pha chua ngọt và sung ghém rất hợp vị. Đôi khi người ta thay tép tươi bằng trứng gà để đổi vị. Ăn bánh khoái ngon nhất vào buổi chiều khi tan sở, có thể dễ dàng tìm thấy ở các phố Nguyễn Trãi,Trường Thi, Đào Duy Từ, Hàn Thuyên, chợ Vườn Hoa…
- Chả tôm là món ăn độc đáo và lạ miệng với những thực khách phương xa. Cách làm khá cầu kỳ và tỉ mỉ với tôm bột tươi cùng một lượng gấc vừa đủ, thịt ba chỉ bằm đã được xào vàng cùng hành, tỏi để tạo thành hỗn hợp nhân. Bánh được gói bằng bánh phở vuông nhỏ bằng lòng bàn tay và nướng trên bếp than hoa. Vị bùi ngọt của nhân tôm cùng vị chua dịu của dưa góp lẫn chút cay cay của ớt tươi và rau sống thanh mát tạo nên hương vị khó quên cho món ăn.
- Bánh cuốn Thanh Hóa mềm, dai và thơm hương rất riêng. Người Thanh Hóa có thể thưởng thức một đĩa bánh cuốn ngon, rẻ ở khắp nơi trong thành phố. Bột làm từ thứ gạo dẻo thơm, nên kể cả khi nguội bánh vẫn ngon như thường. Người Thanh Hóa thường ăn bánh cuốn buổi sáng cùng chả nướng than hoa. Nếu muốn ăn bất kỳ thời điểm nào trong ngày, bạn có thể ghé đường Tống Duy Tân, Trần Phú, Lê Quý Đôn,...
- Ốc mút Chùa Thanh Hà: Vị đậm đà của ốc được tẩm ướp gia vị kỹ lưỡng cùng mùi sả ớt là một trải nghiệm khó quên với những ai mới thưởng thức lần đầu.
- Bánh mỳ Nam Hà phố Trường Thi bao gồm một chuỗi cửa hàng bán bánh mỳ gia truyền. Bánh mỳ ở đây mang thương hiệu riêng, hương vị không đổi suốt hơn 20 năm qua. Nhân bánh rất đa dạng để bạn lựa chọn, ngon nhất phải kể đến bánh mỳ kẹp nem chua rán, kẹp bò khô, thịt quay… Điều làm nên sức sống lâu bền cho bánh mỳ Nam Hà là tất cả nguyên liệu của quán đều được chọn lựa kỹ lưỡng, đảm bảo tươi ngon và nước sốt gia truyền.
- Bánh ích: Không khác nhiều so với cách làm bánh ít, bánh nếp ở các nơi. Bánh ích có hình tròn, bên trong là nhân tôm thịt, ăn cùng mắm chế chua ngọt. Được bán nhiều ở các chợ Vườn Hoa, Tây Thành hoặc một vài quán vỉa hè trên phố Đinh Lễ, bánh ích luôn hấp dẫn người ăn và thường hết hàng sớm.[42]

## Du lịch
Năm 2016, du lịch TP Thanh Hóa ước đón 2,4 triệu lượt khách du lịch trong nước và quốc tế, chiếm 41% so với toàn tỉnh, trong đó, khách nội địa ước đạt 1,6 triệu lượt, khách quốc tế đạt trên 800.000 lượt
Năm 2021 toàn Thành phố ước đón 01 triệu lượt khách, bằng 25% so với cả tỉnh, giảm 24% so với cùng kỳ; doanh thu ước đạt 1.200 tỷ đồng, giảm 25% so với cùng kỳ.
Theo thống kê, tổng lượt khách du lịch đến tham quan, lưu trú trên địa bàn TP Thanh Hóa trong 9 tháng năm 2022 là 2,15 triệu lượt, tăng 2,7 lần so với cùng kỳ năm 2021 (trong đó, khách lưu trú là 1,3 triệu lượt, chiếm 60,46% tổng lượt khách). Doanh thu du lịch ước đạt 3.093 tỷ đồng, tăng 3,0 lần so với cùng kỳ.
Thành phố Thanh Hoá có nhiều di tích lịch sử văn hóa có giá trị để phát triển du lịch:
- Phía Bắc:

- Phía Bắc thành phố là khu thắng cảnh Hàm Rồng, đây là khu du lịch trung tâm của cả thành phố và tỉnh Thanh Hoá, khu thắng cảnh này đã được sử sách lưu danh với nhiều di tích lịch sử, cách mạng có di chỉ khảo cổ nổi tiếng trong và ngoài nước, có nhiều cảnh quan địa danh thắng cảnh đẹp: có sông, có núi, có hang động,... như: động Long Quang, động Tiên, Núi Phượng, núi Voi, núi Rồng,... cùng với sông Mã là những cảnh quan thiên nhiên kỳ thú. Các di tích như đền thờ danh tướng Lê Uy, Chu Văn Lương, đặc biệt là khu di tích văn hóa - làng cổ Đông Sơn với trống đồng Đông Sơn nổi tiếng.
- Hiện nay, Khu Du lịch Văn hóa Hàm Rồng có Đền thờ Các Bà mẹ Việt Nam anh hùng và các anh hùng liệt sĩ, đây là một công trình tâm linh vô cùng ý nghĩa, đồng thời tạo địa điểm tham quan du lịch trong tổng thể Khu Du lịch văn hóa lịch sử Hàm Rồng..Trong Khu du lịch Văn hóa Hàm Rồng còn có Thiền viện Trúc Lâm Hàm Rồng,là công trình không chỉ để đáp ứng nhu cầu tâm linh, tín ngưỡng của nhân dân, mà còn góp phần thực hiện thành công dự án(Khu du lịch văn hóa Hàm Rồng) nhằm thúc đẩy kinh tế - xã hội phát triển, góp phần cải thiện, nâng cao đời sống nhân dân..
- Phía Nam thành phố là khu di tích thắng cảnh đẹp mà trung tâm là núi Mật Sơn có các hòn non bộ bao quanh như núi Long, núi Hổ, núi Vọng Phu,... và các di tích lịch sử khác như chùa Đại Bi, và đặc biệt là Thái Miếu nhà Lê - một di tích lịch sử văn hóa quốc gia mang nhiều dấu ấn dân tộc.
- Trung tâm thành phố Thanh Hoá là Bảo tàng lịch sử, giới thiệu cho du khách đến tham quan những khái niệm chung nhất về lịch sử Việt Nam và diện mạo văn hóa đặc sắc của tỉnh Thanh Hoá.
- Xung quanh thành phố là các điểm du lịch nghỉ dưỡng nổi tiếng của xứ Thanh như khu du lịch bãi tắm Sầm Sơn, đi ngược qua vùng Nông Cống với nhà máy đường Lam Sơn sẽ đến Vườn quốc gia sinh quyển Bến En, theo đường mòn Hồ Chí Minh đến khu di tích lịch sử Lam Kinh, bãi chim Tiến Nông, về thành nhà Hồ hoặc động Từ Thức, đền Bà Triệu, đèo Ba Dọi...

Nhìn chung: Tài nguyên di tích lịch sử văn hóa ở thành phố nói riêng và cả tỉnh Thanh Hoá rất phong phú đa dạng, có điều kiện để phát triển nhanh chóng ngành du lịch dịch vụ. Với sự thuận lợi đó, thành phố Thanh Hoá có đủ điều kiện để trở thành trung tâm dịch vụ du lịch lớn trong tuyến du lịch Bắc Nam.
Hiện nay Tp Thanh Hóa có rất nhiều cơ sở lưu trú chất lượng cao như: Khách sạn Vinpearl Thanh Hóa tiêu chuẩn 5 sao, khách sạn  Central tiêu chuẩn 5 sao, khách sạn quốc tế  Lam Kinh tiêu chuẩn 4 sao, khách sạn quốc tế  Thiên Ý tiêu chuẩn 4 sao, khách sạn  Mường Thanh Grand Thanh Hóa tiêu chuẩn 4 sao, khách sạn  Sao Mai tiêu chuẩn 3 sao, khách sạn  Phù Đổng tiêu chuẩn 3 sao, Khách sạn  Phú Hưng tiêu chuẩn 3 sao, khách sạn  Lam Sơn tiêu chuẩn 3 sao, khách sạn  Cây Đa tiêu chuẩn 3 sao, khách sạn Phượng Hoàng I, III tiêu chuẩn 3 sao cùng rất nhiều khách sạn 2 sao với chất lượng tốt, sang trọng, đáp ứng được nhu cầu lưu trú của khách du lịch.

## Giao thông
Xem thêm: Sân bay Thọ Xuân
Tọa lạc tại trung tâm của đồng bằng Thanh Hóa, thành phố là quả tim của hệ thống giao thông toàn tỉnh. Tại đây tập trung đầu mối của tất cả các loại hình giao thông quan trọng: đường sắt Bắc Nam chạy qua, đường Quốc lộ 1 xuyên Việt chạy qua địa bàn thành phố gần 20 km là con đường có dải phân cách cứng, một chiều. Các trục giao thông chính khác là: đại lộ Hùng Vương, đại lộ Nguyễn Hoàng, đại lộ Nam sông Mã giai đoạn 1, đường Trịnh Kiểm (công trình tuyến đường vành đai hợp phần 1 phát triển đô thị thuộc Dự án "Phát triển toàn diện kinh tế - xã hội TP Thanh Hóa"), đường Vạn Lại - Yên Trường, đường Tây Đô, đường quốc lộ 47 nối thành phố với Sầm Sơn (đường một chiều, có dải phân cách cứng). Ngoài ra để kết nối TP Thanh Hóa và TP Sầm Sơn còn có tuyến đường Võ Nguyên Giáp từ ngã ba Voi đi Sầm Sơn. Một số con đường lớn khác công đang thi công là: Đại lộ Đông Tây, Tiểu dự án 2 thuộc dự án nâng cấp Quốc lộ 1 đã khánh thành, trong dự án này nổi bật có cầu Nguyệt Viên nối 2 bên bờ sông Mã. Như vậy đây là cây cầu thứ 3 bắc qua sông Mã, góp phần hạn chế ùn tắc, tai nạn giao thông, đồng thời mở rộng không gian đô thị, góp phần phát triển mạnh mẽ thành phố lên hướng Bắc, đưa sông Mã vào lòng thành phố.
Hiện nay, sân bay Thọ Xuân ở thị trấn Sao Vàng, huyện Thọ Xuân, cách thành phố Thanh Hóa 45 km về phía tây, có một đường băng dài 3200 mét, có thể phục vụ máy bay tầm trung như Airbus A320 - Airbus A321 đã chính thức khai trương ngày 05/2/2013. Với việc khởi công dự án Liên hợp lọc hóa dầu Nghi Sơn vào ngày 23/10/2013 với số vốn trên 9 tỷ đô la thì khả năng sân bay Thọ Xuân sẽ có nhiều cơ hội để phát triển thành cảng hàng không quốc tế. Hiện nay, cảng Hàng không Thọ Xuân đang xúc tiến mở thêm một số đường bay mới và đã được Thủ tướng Chính phủ đồng ý cho nâng cấp thành cảng hàng không quốc tế.
Cảng Lễ Môn nằm cách trung tâm thành phố Thanh Hóa 4 km về phía đông. Đây là cảng loại 2 phục vụ cho khu công nghiệp Lễ Môn với công suất thiết kế 300.000 tấn/năm.
Các tuyến phố chính của thành phố là: Đại lộ Lê Lợi, Đại lộ Hùng Vương, Đại lộ Nguyễn Hoàng, Đại lộ Nam sông Mã, Võ Nguyên Giáp, Lê Hoàn, Hàm Nghi, Bà Triệu, Phan Chu Trinh, Lê Lai, Hạc Thành, Nguyễn Chí Thanh, Quang Trung, Triệu Quốc Đạt, Đào Duy Từ, Lê Hữu Lập, Lê Hồng Phong, Phan Bội Châu, Nguyễn Trãi, Dương Đình Nghệ, Trường Thi, Trần Hưng Đạo, Đội Cung, Đinh Công Tráng, Cao Thắng, Hàng Than, Hàng Đồng, Xuân Diệu,...
Người nổi tiếng
Tổng Bí thư Lê Khả Phiêu
Dương Đình Nghệ
Nguyễn Chích

### Danh sách đường phố
| Danh sách các tuyến đại lộ tại thành phố Thanh Hóa | Danh sách các tuyến đại lộ tại thành phố Thanh Hóa                                                                     | Danh sách các tuyến đại lộ tại thành phố Thanh Hóa | Danh sách các tuyến đại lộ tại thành phố Thanh Hóa | Danh sách các tuyến đại lộ tại thành phố Thanh Hóa |
| Tên                                                | Vị trí | Dài (m)                                            | Rộng (m)                                           | Ý nghĩa |
| -------------------------------------------------- | --- | -------------------------------------------------- | -------------------------------------------------- | --- |
| Lê Lợi                                             | Đường trục Đông-Tây, từ vòng xuyến Hoàng Hạc Hướng Thiên Thanh (phường Đông Hương) đến Ngã ba Nhồi (phường An Hưng)    | 5720                                               | 43                                                 | Tên anh hùng dân tộc giành lại độc lập cho Việt Nam sau 20 năm bị nhà Minh (Trung Quốc) đô hộ; hoàng đế khai mở triều đại Hậu Lê (1427-1789); người gốc Thọ Xuân, Thanh Hóa |
| Nguyễn Hoàng                                       | Đường trục Đông-Tây, từ vòng xuyến Hoàng Hạc Hướng Thiên Thanh đến bờ nam sông Mã, chân cầu Nguyệt Viên (ph. Đông Hải) | 2000                                               | 91                                                 | Tên danh nhân lịch sử mở đầu công cuộc khai phá lãnh thổ phía Nam VN; mở đầu dòng dõi các chúa Nguyễn, tiền thân của triều đại nhà Nguyễn; người gốc Hà Trung, Thanh Hóa    |
| Hùng Vương                                         | Vành đai Đông thành phố, từ đường Nguyễn Chí Thanh (phường Hàm Rồng) đến đường Quang Trung (phường Quảng Thịnh)        | 10020                                              | 76                                                 | Tên gọi các vị vua của nước Văn Lang, quốc tổ của Việt Nam, đây là thời kỳ gắn liền với nền văn hóa Đông Sơn                                                                |
| Nam Sông Mã                                        | Từ đường Trần Hưng Đạo (phường Nam Ngạn) đến địa phận thành phố Sầm Sơn                                                | 11000                                              | 67                                                 | Đại lộ chạy dọc theo bờ nam sông Mã |

| Danh sách các tuyến đường tại thành phố Thanh Hóa | Danh sách các tuyến đường tại thành phố Thanh Hóa | Danh sách các tuyến đường tại thành phố Thanh Hóa | Danh sách các tuyến đường tại thành phố Thanh Hóa | Danh sách các tuyến đường tại thành phố Thanh Hóa |
| Tên                                               | Vị trí | Dài (m)                                           | Rộng (m)                                          | Ý nghĩa |
| ------------------------------------------------- | --- | ------------------------------------------------- | ------------------------------------------------- | --- |
| Trịnh Kiểm                                        | Tuyến đường phát triển toàn diện Đông-Tây thành phố Thanh Hóa, từ đường Lê Lai (phường Quảng Hưng) đến đường Nguyễn Trãi (phường Phú Sơn)                                              | 8040                                              | 34                                                | Tên danh nhân lịch sử đứng đầu lực lượng phò tá vua Lê trong cuộc chiến tranh Nam-Bắc triều với nhà Mạc giai đoạn 1545-1570; mở đầu dòng dõi các chúa Trịnh kéo dài hơn 200 năm; người gốc Vĩnh Lộc, Thanh Hóa |
| Nguyễn Kim                                        | Đường trục Đông-Tây, từ bờ bắc sông Mã, chân cầu Nguyệt Viên (xã Hoằng Quang, TPTH) đến giáp địa phận huyện Hoằng Hóa                                                                  | 1606                                              | 36                                                | Tên danh nhân lịch sử đứng đầu lực lượng phò tá vua Lê trong cuộc chiến tranh Nam-Bắc triều với nhà Mạc giai đoạn 1533-1545; người gốc Hà Trung, Thanh Hóa; ông là cha đẻ của Nguyễn Hoàng, cha vợ của Trịnh Kiểm, những người mở đầu của 2 thế lực chúa Nguyễn và chúa Trịnh |
| Vạn Lại - Yên Trường                              | Vành đai Tây thành phố, từ đường Nguyễn Chí Thanh (phường Hàm Rồng) đến đường Trường Xuân (QL47, phường Đông Tân)                                                                      | 6020                                              | 76                                                | Tên khu vực kinh đô của nhà Lê trong giai đoạn chiến tranh Nam-Bắc triều (1533-1592), nay thuộc địa phận huyện Thọ Xuân, Thanh Hóa |
| Tây Đô                                            | Vành đai Tây thành phố, từ đường Trường Xuân (QL47, phường Đông Tân) đến đường Quang Trung (phường Quảng Thịnh)                                                                        | 8580                                              | 76                                                | Tên kinh đô của Việt Nam giai đoạn cuối triều Trần và triều đại nhà Hồ (1397-1407), nay thuộc địa phận huyện Vĩnh Lộc, Thanh Hóa |
| Bà Triệu                                          | Đường trục Bắc-Nam, từ quảng trường Hàm Rồng (phường Hàm Rồng) đến vòng xuyến Công an thành phố (phường Điện Biên)                                                                     | 4600                                              | 36                                                | Tên nữ anh hùng dân tộc nổi dậy khởi nghĩa chống ách đô hộ phương Bắc năm 248; người gốc Yên Định, Thanh Hóa |
| Trần Phú                                          | Đường trục Bắc-Nam, từ vòng xuyến Công an thành phố (phường Điện Biên) đến nút giao với đường Lê Hoàn và phố Tịch Điền (phường Ba Đình)                                                | 1500                                              | 36                                                | Tên nhà Cách mạng, Tổng Bí thư đầu tiên của Đảng Cộng sản Việt Nam |
| Quang Trung                                       | Đường trục Bắc-Nam, từ nút giao với đường Lê Hoàn và phố Tịch Điền (phường Ngọc Trạo) đến giáp địa phận huyện Quảng Xương                                                              | 5490                                              | 36                                                | Tên anh hùng dân tộc có công chấm dứt cuộc chiến tranh Trịnh-Nguyễn, dẹp tan quân Thanh và quân Xiêm xâm lược; hoàng đế thứ 2 của nhà Tây Sơn |
| Nguyễn Thiếp                                      | Đường trục Đông-Tây mới, từ đường Quang Trung (phường Ngọc Trạo) đến giáp địa phận thị trấn Rừng Thông (huyện Đông Sơn)                                                                | 5220                                              | 39                                                | Tên danh nhân cuối đời Hậu Lê và Tây Sơn, làm quân sư giúp vua Quang Trung đưa ra nhiều sách lược quan trọng, để lại nhiều tác phẩm giá trị |
| Lạc Long Quân                                     | Đường trục Đông-Tây mới, từ đường Lê Lai (phường Đông Sơn) đến đường Quang Trung (phường Ngọc Trạo)                                                                                    | 2500                                              | 39                                                | Tên nhân vật truyền thuyết, được xem là 'quốc phụ' của dân tộc Việt Nam |
| Âu Cơ                                             | Từ đường Lạc Long Quân (phường Đông Vệ) đến đại lộ Hùng Vương (phường Quảng Thành) | 2500                                              | 39                                                | Tên nhân vật truyền thuyết, được xem là 'quốc mẫu' của dân tộc Việt Nam |
| An Dương Vương                                    | Đường trục TP Thanh Hóa-Sầm Sơn, từ giáp địa phận thành phố Sầm Sơn (phường Quảng Tâm, TPTH) đến đại lộ Hùng Vương (phường Quảng Hưng, TPTH)                                           | 6290                                              | 42                                                | Tên vị vua sáng lập ra nhà nước Âu Lạc, nhà nước thứ hai trong lịch sử Việt Nam; từ tuyến đường này đi thẳng về phía Đông sẽ đi qua đền thờ An Dương Vương |
| Lê Lai                                            | Đường trục TP Thanh Hóa-Sầm Sơn, từ cầu Cốc (phường Đông Sơn/Đông Hương) đến đại lộ Hùng Vương (phường Quảng Hưng)                                                                     | 2700                                              | 30                                                | Tên vị tướng lĩnh tham gia khởi nghĩa Lam Sơn, được coi là một anh hùng, một tấm gương trung nghĩa trong lịch sử Việt Nam với sự kiện nổi tiếng là cải trang thành thủ lĩnh Lê Lợi và bị quân Minh giết chết; người gốc Ngọc Lặc, Thanh Hóa |
| Tống Duy Tân                                      | Đường trục TP Thanh Hóa-Sầm Sơn, từ cầu Cốc (phường Lam Sơn) đến đường Trần Phú | 1000                                              | 30                                                | Tên thủ lĩnh cuộc khởi nghĩa Hùng Lĩnh trong phong trào Cần Vương kháng Pháp đầu thế kỷ XX; người gốc Vĩnh Lộc, Thanh Hóa; tuyến đường đi qua khu vực có đền thờ Tống Duy Tân |
| Lê Hoàn                                           | Trục đường thương mại chính, từ ngã ba Bia (phường Trường Thi) đến vườn hoa Ba Đình thì rẽ ngoặt tới nút giao đường Trần Phú-Tịch Điền (phường Ba Đình)                                | 2000                                              |                                                   | Tên anh hùng dân tộc với chiến công phá Tống bình Chiêm; hoàng đế sáng lập triều đại Tiền Lê (980-1009); ông được sinh ra và lớn lên ở vùng Thọ Xuân, Thanh Hóa |
| Nguyễn Trãi                                       | Trục đường thương mại chính, từ phố Đào Duy Từ (phường Ba Đình) đến hết phường Phú Sơn, tiếp nối bởi đường Hoàng Nghiêu (phường Đông Tân)                                              | 3900                                              |                                                   | Tên anh hùng dân tộc, khai quốc công thần nhà Hậu Lê, để lại nhiều tác phẩm văn học giá trị. Tuyến đường đi qua địa điểm tấm bia cổ tưởng niệm Nguyễn Trãi, gần chỗ rẽ vào phố Lê Thế Long, đối diện phố Minh Khai. |
| Hạc Thành                                         | Từ phố Dụ Tượng (ph. Đông Thọ) đến nút giao đường Nguyễn Trãi-Phan Bội Châu (ph. Tân Sơn/Ba Đình)                                                                                      | 1200                                              |                                                   | Đường trục Bắc-Nam xuyên tâm thành cổ Thanh Hóa, thành vốn có tên là thành Thọ Hạc, gọi tắt là Hạc thành |
| Dương Đình Nghệ                                   | Từ nút giao Bà Triệu-Đội Cung (phường Đông Thọ) đến đường Nguyễn Trãi (phường Tân Sơn)                                                                                                 | 2420                                              | 20                                                | Tên danh nhân lịch sử ở thế kỷ IX-X, nối tiếp họ Khúc duy trì nền tự chủ cho nước ta trước khi chính thức giành độc lập sau 1000 năm Bắc thuộc; quê ông ở làng Giàng nay thuộc phường Thiệu Dương, thành phố Thanh Hóa |
| Đội Cung                                          | Từ nút giao Bà Triệu-Dương Đình Nghệ (phường Đông Thọ) đến đường Trường Thi (phường Trường Thi)                                                                                        | 1200                                              |                                                   | Tên thủ lĩnh của cuộc binh biến của một số binh sĩ lính khố xanh ngày 13 tháng 1 năm 1941 tại Nghệ An, chống lại thực dân Pháp; người gốc Hà Tĩnh nhưng sinh trưởng tại quê mẹ là làng Hạc Oa, nay thuộc phường Đông Cương, TPTH do cha ông khi đó nhậm chức tri huyện Đông Sơn |
| Lý Nhân Tông                                      | Từ đường Vạn Lại - Yên Trường (phường Đông Thọ) qua khu CN Tây Bắc Ga và khu dân cư làng Thọ Hạc đến vườn hoa Phan Chu Trinh (phường Điện Biên)                                        | 2400                                              | 10.5                                              | Tên vị hoàng đế thứ tư và là đời vua thịnh trị nhất của triều đại nhà Lý, nổi bật với việc tổ chức khoa thi Nho học đầu tiên của Đại Việt (1075) và xây dựng Văn Miếu – Quốc Tử Giám (1076). Ông cũng là vị vua tại vị lâu nhất trong lịch sử VN. |
| Đào Cam Mộc                                       | Đường trong khu CN Tây Bắc Ga từ đường Vạn Lại - Yên Trường đến đường Đô Dương | 1700                                              | 10.5                                              | Tên vị quan nhà Tiền Lê và đại thần nhà Lý; ông cùng nhà sư Vạn Hạnh tôn phò Lý Công Uẩn lên ngôi, khai sáng nên cơ nghiệp nhà Lý; có tài liệu cho rằng ông là người gốc Yên Định, Thanh Hóa |
| Vạn Hạnh                                          | Đường trong khu CN Tây Bắc Ga từ đường Vạn Lại - Yên Trường đến phố Thắng Lợi | 1500                                              | 10.5                                              | Tên một trí thức Phật giáo làm cố vấn cho vua Lê Hoàn, đồng thời là người thầy của Lý Công Uẩn, đã hướng dẫn cho vị này một thời gian dài trước và sau khi triều Lý thành lập |
| Đô Dương                                          | Đường trục Bắc-Nam khu CN Tây Bắc Ga, từ đường Vạn Lại - Yên Trường đến phố Dốc Ga | 1950                                              | 10.5                                              | Tên một vị tướng gốc Thanh Hóa, tập hợp nghĩa quân tham gia cuộc khởi nghĩa của Hai Bà Trưng chống ách đô hộ của nhà Hán |
| Lý Thiên Bảo                                      | Đường trục Đông-Tây khu CN Tây Bắc Ga, từ đường Bà Triệu đến đường Vạn Lại - Yên Trường                                                                                                | 2000                                              | 15                                                | Tên một vị vua trong cuộc chiến chống quân Lương giữ nước Vạn Xuân thời nhà Tiền Lý sau khi Lý Nam Đế qua đời. Ông trị vì nước Dã Năng ở vùng núi phía Tây Thanh-Nghệ cùng thời gian với Triệu Quang Phục. |
| Phú Thứ                                           | Từ nút giao đường Nguyễn Trãi-phố Dốc Ga (phường Phú Sơn) qua khu CN Tây Bắc Ga đến đường Vạn Lại-Yên Trường (phường Đông Thọ)                                                         | 2200                                              | 7.5                                               | Nằm trong nhóm tên đường-phố thuộc phường Phú Sơn |
| Phan Chu Trinh                                    | Từ vòng xuyến Công an thành phố (phường Điện Biên) đến ga Thanh Hóa (phường Đông Thọ)                                                                                                  | 1000                                              |                                                   | Tên nhà thơ, nhà văn và là nhà hoạt động chính trị thời cận đại trong lịch sử Việt Nam |
| Trường Thi                                        | Từ cầu Sâng (phường Trường Thi) đến vòng xuyến Công an thành phố (phường Điện Biên) | 1190                                              |                                                   | Tuyến đường đi qua ngã ba Bia, nơi đặt bia Trường Thi, khu vực này thời Nguyễn là nơi tổ chức kỳ thi hương cho các thí sinh của tỉnh Thanh Hóa |
| Trần Hưng Đạo                                     | Từ chân cầu Hàm Rồng (phường Hàm Rồng) chạy dọc bờ nam sông Mã rồi rẽ về phía Tây đến cầu Sâng (phường Nam Ngạn)                                                                       | 3000                                              |                                                   | Tên anh hùng dân tộc, lãnh đạo quân đội nhà Trần chiến thắng quân xâm lược Mông-Nguyên giai đoạn 1285-1288, là tấm gương và để lại nhiều bài học về binh pháp, được nhân dân tôn là Đức Thánh Trần |
| Ái Sơn                                            | Đê hữu ngạn sông Mã, từ điểm tiếp nối đường Hàm Nghi ở cửa sông Bến Ngự đổ ra sông Mã đến vòng xuyến đại lộ Nam Sông Mã-đại lộ Nguyễn Hoàng                                            | 1760                                              | 10.5                                              | Tên ngôi làng thuộc phường Đông Hải nằm dưới chân đê |
| Sơn Vạn                                           | Đê hữu ngạn sông Mã, từ đường Ái Sơn đến phố Lễ Môn | 2530                                              | 10.5                                              | Tên ngôi làng thuộc phường Đông Hải nằm dưới chân đê |
| Chương Dương                                      | Đê hữu ngạn sông Mã, từ ranh giới phường Quảng Hưng-Quảng Phú đến phố Lễ Môn | 2900                                              | 13                                                | Tên một bến sông cổ nằm bên sông Hồng, thuộc địa phận xã Chương Dương, huyện Thường Tín, thành phố Hà Nội; nơi đây từng diễn ra trận Chương Dương độ nổi tiếng trong cuộc kháng chiến chống quân Nguyên-Mông lần thứ 2 năm 1285 |
| Hàm Tử                                            | Từ đường Chương Dương đến nút giao đại lộ Hùng Vương-đường Trần Bình Trọng | 1410                                              | 13                                                | Tên một cửa sông bên tả ngạn sông Hồng thuộc huyện Khoái Châu, tỉnh Hưng Yên; nơi đây diễn ra trận quyết chiến do Chiêu Văn Vương Trần Nhật Duật chỉ huy phản công vào các cứ điểm quan trọng của quân Nguyên trong cuộc kháng chiến chống quân Nguyên-Mông lần thứ 2 năm 1285 |
| Bạch Đằng                                         | Từ đường Chương Dương (cảng Lễ Môn) đến đường An Dương Vương | 1750                                              | 13                                                | Tên dòng sông nổi tiếng với 3 chiến công của dân tộc Việt Nam: Ngô Quyền đánh thắng quân xâm lược Nam Hán năm 938, Lê Hoàn phá tan quân Tống xâm lược năm 981 và Hưng Đạo Vương Trần Quốc Tuấn đại thắng quân xâm lược Nguyên-Mông năm 1288 |
| Trần Nhân Tông                                    | Từ đường Chương Dương đến phố Hưng Xá (phường Quảng Hưng) | 1400                                              | 10.5                                              | Tên anh hùng dân tộc; hoàng đế thứ ba của nhà Trần, lãnh đạo quân dân chiến thắng quân xâm lược Nguyên-Mông giai đoạn 1285-1288 và khôi phục sự thịnh trị của đất nước. Ông cũng chính là vị tổ sáng lập Thiền phái Trúc Lâm, một dòng thiền Phật giáo mang bản sắc văn hóa Việt Nam và tinh thần nhập thế. |
| Trần Bình Trọng                                   | Từ đường Lê Lai (phường Đông Sơn) đến nút giao đại lộ Hùng Vương-đường Hàm Tử (phường Quảng Hưng)                                                                                      | 1300                                              |                                                   | Tên một danh tướng nhà Trần, có công lớn hộ giá bảo vệ cho Trần Thánh Tông và Trần Nhân Tông trong cuộc chiến với quân Nguyên-Mông vào năm 1285. Ông hy sinh khi chặn quân Nguyên ở bãi Thiên Mạc. |
| Yết Kiêu                                          | Từ đầu cầu Lai Thành-đường Lê Lai (phường Đông Sơn) chạy dọc bờ nam sông Thống Nhất đến hết phường Quảng Hưng                                                                          | 4400                                              |                                                   | Tên anh hùng chống giặc ngoại xâm, ông là gia nô và một trong 5 mãnh tướng dưới trướng Hưng Đạo Vương Trần Quốc Tuấn, có công giúp nhà Trần chống giặc Nguyên-Mông vào thế kỷ 13 với biệt tài thủy chiến |
| Dã Tượng                                          | Từ đầu cầu Lai Thành-đường Lê Lai (phường Đông Sơn) chạy dọc bờ bắc sông Thống Nhất đến hết phường Quảng Hưng                                                                          | 4400                                              |                                                   | Tên anh hùng chống giặc ngoại xâm, ông là gia nô và một trong 5 mãnh tướng dưới trướng Hưng Đạo Vương Trần Quốc Tuấn, có công giúp nhà Trần chống giặc Nguyên-Mông vào thế kỷ 13 với biệt tài thuần phục và huấn luyện voi chiến |
| Lê Niệm                                           | Từ đường Trần Nhân Tông đến đường Hàm Tử (phường Quảng Hưng) | 2000                                              | 10.5                                              | Tên nhà chính trị, quân sự cao cấp của Đại Việt thời Lê sơ; cháu trai của Lê Lai, sinh trưởng ở vùng Hậu Lộc, Thanh Hóa; tham gia cuộc lật đổ vua Lê Nghi Dân để đưa vua Lê Thánh Tông lên ngôi. Ông làm chức phụ tướng, nắm quyền ngôn luận của triều đình trong 30 năm. |
| Trịnh Khả                                         | Từ phố Nguyễn Huy Tự (phường Lam Sơn) đến phố Lương Hữu Khánh (phường Đông Vệ) | 1700                                              |                                                   | Tên chính khách, nhà quân sự, tể tướng Đại Việt thời Lê sơ. Ông được xem là một trong những công thần khai quốc của nhà Lê; người gốc Vĩnh Lộc, Thanh Hóa. Cuối đời ông bị vu cáo kết bè đảng và xử tội chết, sau được vua Lê Nhân Tông giải oan |
| Lê Nhân Tông                                      | Từ điểm tiếp nối cuối phố Nguyễn Huy Tự đi xuống phía Nam rồi men theo bờ bắc sông nhà Lê đến điểm giao với đường Âu Cơ                                                                | 1030                                              | 10.5                                              | Tên hoàng đế thứ ba của nhà Hậu Lê. Suốt thời gian cầm quyền từ lúc 1 tuổi có mẹ nhiếp chính đến khi lớn tự coi chính sự, triều đình đã đưa ra nhiều chính sách có lợi cho dân, giữ được sự yên ổn trong nước. Ông bị anh cùng cha khác mẹ là Lê Nghi Dân sát hại, cướp ngôi đã để lại nhiều nỗi tiếc nuối. |
| Lê Thánh Tông                                     | Từ đường Quang Trung (phường Đông Vệ), gần khu vực Thái miếu nhà Lê, chạy dọc bờ nam sông nhà Lê đến đường Lê Lai (phường Đông Sơn)                                                    | 2200                                              |                                                   | Tên hoàng đế thứ năm của nhà Hậu Lê, lên ngôi sau cuộc lật đổ vua Lê Nghi Dân; thời kỳ trị vì của ông được đánh giá là đỉnh cao nhất của chế độ phong kiến Việt Nam với nhiều thành tựu về nội trị và đối ngoại đã khiến Đại Việt quật khởi thành một cường quốc trong khu vực |
| Lê Hiến Tông                                      | Từ đường Quang Trung (phường Đông Vệ), đối diện phân hiệu Đại học Y Hà Nội đến đường Âu Cơ                                                                                             | 1600                                              | 10.5                                              | Tên hoàng đế thứ sáu của nhà Hậu Lê, nối tiếp sự nghiệp của vua cha Lê Thánh Tông, duy trì sự ổn định và phát triển đất nước |
| Lê Dụ Tông                                        | Từ đường Âu Cơ chạy song song với đường Lê Hiến Tông rồi rẽ xuống phía Nam đến đường Trịnh Kiểm                                                                                        | 1730                                              | 10.5                                              | Tên hoàng đế thứ 22 của nhà Hậu Lê và thứ 11 của thời kỳ Lê trung hưng; việc thi hài của ông bị vô tình đào trúng vào năm 1958 đã trở thành tư liệu rất quý đối với nhiều ngành nghiên cứu khoa học, đặc biệt là khảo cổ và nhân trắc học. |
| Nguyễn Phúc Chu                                   | Từ đường Nguyễn Chí Thanh (phường Đông Thọ) đến đường Trần Hưng Đạo (phường Nam Ngạn)                                                                                                  | 1350                                              | 15                                                | Tên vị chúa Nguyễn thứ sáu cai quản Đàng Trong thời Lê trung hưng. Công lao đóng góp to lớn nhất của ông là sự nghiệp mở rộng lãnh thổ Đại Việt về phương Nam đến tận biên giới Chân Lạp, đặt nền móng vững chắc cho công cuộc xác lập và khẳng định chủ quyền quốc gia trên vùng đất này. |
| Thành Thái                                        | Từ đường Nguyễn Chí Thanh đoạn đối diện đường lên Đền thờ Mẹ VN anh hùng (phường Hàm Rồng) đi về phía Tây Nam qua đại lộ Hùng Vương đến đầu phía Bắc cầu Hạc (phường Đông Thọ)         | 1810                                              | 17.5                                              | Tên hoàng đế thứ mười của nhà Nguyễn; là một vị vua yêu nước, chống thực dân Pháp. Vì có nhiều hoạt động với ý muốn cải cách đất nước, chống đối chính quyền Pháp, ông bị ép thoái vị rồi bị đày ra đảo Réunion. |
| Duy Tân                                           | Đường chạy dọc theo bờ bắc sông Bến Ngự từ cửa đổ ra sông Mã đi về phía Tây đến cầu Bốn Voi trên địa bàn ph. Nam Ngạn, tiếp nối bởi phố Lò Chum                                        | 1700                                              |                                                   | Tên hoàng đế thứ mười một của nhà Nguyễn; là một vị vua yêu nước, chống thực dân Pháp. Vì thái độ bất hợp tác và một số động thái dự định khởi nghĩa, ông bị đày ra đảo Réunion cùng vua cha Thành Thái. |
| Hàm Nghi                                          | Từ điểm tiếp nối đường Ái Sơn, tức đê hữu sông Mã (phường Đông Hải) chạy dọc theo bờ đông của sông Bến Ngự đến đường Lê Lai (phường Đông Sơn)                                          | 3500                                              |                                                   | Tên hoàng đế thứ tám của nhà Nguyễn; là một vị vua yêu nước, chống thực dân Pháp. Sau khi cuộc phản công tại kinh thành Huế thất bại năm 1885, Tôn Thất Thuyết đưa ông ra ngoài và phát chiếu Cần Vương kêu gọi văn thân, nghĩa sĩ giúp vua, giúp nước. |
| Mai An Tiêm                                       | Từ ngã ba Lò Chum-Bến Ngự (phường Trường Thi) chạy dọc bờ tây sông Bến Ngự đến cầu Cốc (phường Lam Sơn)                                                                                | 1250                                              |                                                   | Tên một nhân vật truyền thuyết thời Hùng Vương. Vì làm phật ý vua, ông bị đày ra đảo hoang, tương truyền nay là vùng Nga Sơn, Thanh Hóa; sau chăm chỉ làm ăn, gây được giống dưa hấu quý, được coi là ông tổ của nghề trồng dưa hấu tại Việt Nam. |
| Nguyễn Tĩnh                                       | Từ đường Hàm Nghi đến đường Lê Lai trong địa bàn phường Đông Hương | 1900                                              |                                                   | Tên vị tổng đốc Thanh Hóa thời vua Tự Đức triều Nguyễn, có nhiều đóng góp về thủy lợi và y học; ông người gốc làng Gia Miêu, nay thuộc Hà Trung, Thanh Hóa, cũng là quý hương của nhà Nguyễn |
| Nguyễn Duy Hiệu                                   | Từ nút giao đại lộ Lê Lợi-phố Lý Nam Đế (phường Đông Hương) đến đường Lê Lai (phường Đông Sơn)                                                                                         | 1020                                              | 42                                                | Tên một chí sĩ và là một lãnh tụ trong phong trào Cần Vương tại Quảng Nam trong lịch sử Việt Nam |
| Bùi Khắc Nhất                                     | Từ phố Tôn Thất Thuyết (phường Đông Hương) đến đại lộ Hùng Vương (phường Đông Hải) | 2050                                              | 42                                                | Tên một vị quan thời Lê trung hưng, người gốc Hoằng Lộc, Hoằng Hóa. Ông đỗ Bảng nhãn thời Lê Anh Tông, trải qua nhiều chức vụ: Hàn lâm viện hiệu lý, giám khảo trường thi Thanh Hoa, Thị giảng ở trong cung cho đến Hộ Bộ Thượng thư, rồi Binh Bộ thượng thư, sau được triều đình ban thưởng công thần. |
| Nguyễn Công Trứ                                   | Từ đường Lê Lai (phường Đông Sơn) đến đường Âu Cơ (phường Đông Vệ) | 1360                                              | 10.5                                              | Tên nhà chính trị, nhà quân sự và nhà thơ thời Nguyễn. Ông làm quan qua các đời vua Gia Long, Minh Mạng, Thiệu Trị và Tự Đức; có công lao nổi bật về việc khai hoang, mộ dân ở trung châu miền Bắc; lập nhiều chiến công trong việc đánh dẹp các cuộc nổi dậy chống triều đình và trong Chiến tranh Việt–Xiêm. |
| Lê Cảo                                            | Từ phố Tản Đà (phường Đông Sơn) đến đường Âu Cơ (phường Đông Vệ) | 1140                                              | 7.5                                               | Tên nhà thơ Đại Việt thế kỷ XV-XVI, là hoàng tử thứ tư của vua Lê Thánh Tông, em trai vua Lê Hiến Tông |
| Mật Sơn                                           | Từ đường Quang Trung đến đường Trịnh Kiểm trên địa bàn phường Ngọc Trạo | 1400                                              |                                                   | Đường đi qua núi Mật và làng Mật Sơn |
| Vệ Đà                                             | Từ cầu Bố-đường Quang Trung (phường Đông Vệ) chạy về phía Tây đến hết khu dân cư bờ nam sông nhà Lê (phường Quảng Thắng)                                                               | 1400                                              |                                                   | Tên một xóm của làng Vệ Yên, phường Quảng Thắng |
| Nguyễn Phục                                       | Từ đường Quang Trung (phường Đông Vệ) chạy về phía Tây đến đường Phù Lưu (phường Quảng Thắng)                                                                                          | 2460                                              | 20.5                                              | Tên một vị quan thời Lê sơ, giữ chức 'Đô chỉ huy sứ' đốc vận chuyển quân nhu trong cuộc chinh phạt Chiêm Thành của vua Lê Thánh Tông. Khi thuyền lương xuất phát từ Cửa Hới - Sầm Sơn thì gặp bão lớn, ông quyết định chờ tan bão mới đi dẫn đến tiếp lương chậm trễ nên bị xử tội. Sau vua hối hận, truy phong ông tước "Đông Hải Đại vương". Tuyến đường này đi qua đền thờ ông.                                                       |
| Đỗ Đại                                            | Từ đường Vệ Đà xuống phía Nam đến đường Trịnh Kiểm trên địa bàn phường Quảng Thắng | 1380                                              | 10.5                                              | Tên một dũng tướng trong cuộc khởi nghĩa Lam Sơn, là khai quốc công thần, làm quan trải 3 đời vua đầu thời Lê sơ; người gốc Thọ Xuân, Thanh Hóa. Tuyến đường này đi qua đền thờ ông. |
| Vệ Yên                                            | Từ đường Vệ Đà xuống phía Nam đến nút giao đường Lê Hưng-phố An Biên trên địa bàn phường Quảng Thắng                                                                                   | 1500                                              | 10.5                                              | Tên ngôi làng thuộc phường Quảng Thắng |
| Lê Hưng                                           | Từ đường Nguyễn Phục xuống phía Nam đi qua nút giao Vệ Yên-An Biên đến hết đường trên địa bàn phường Quảng Thắng                                                                       | 1730                                              | 10.5                                              | Tên một danh sĩ tham gia phò tá vua Lê trong chiến tranh Nam-Bắc triều với nhà Mạc và lập nhiều công lớn. Tuyến đường nằm trong khu vực quê hương ông ở ấp Vệ Đà, giáp Vệ Yên. Trước ông có đền thờ riêng nhưng bị phá bỏ năm 1982 trong phong trào loại bỏ mê tín dị đoan, hiện ông được phối thờ tại đền thờ Nguyễn Phục. |
| Phù Lưu                                           | Từ bờ nam sông nhà Lê (phường Quảng Thắng) đến cầu Voi (phường Quảng Thịnh) | 3580                                              | 10                                                | Tên khu dân cư ven sông phía Tây phường Quảng Thắng |
| Ngô Thuyền                                        | Từ đường Nguyễn Phục đến đường Trịnh Kiểm trên địa bàn phường Quảng Thắng | 1200                                              | 10.5                                              | Tên chiến sĩ cách mạng trung kiên; người gốc Thiệu Hóa, Thanh Hóa; sau là Bí thư Tỉnh ủy Thanh Hóa giai đoạn 11/1958-3/1961 và 1/1962-11/1969. Từ năm 1970 đến 1975, ông được cử làm Đại sứ Việt Nam tại Trung Quốc, sau đó là Phó Trưởng ban thường trực Ủy ban kiểm tra Trung ương Đảng đến khi nghỉ hưu. |
| Lê Huy Toán                                       | Từ ngõ 35 đường Nguyễn Phục đến đường Trịnh Kiểm trên địa bàn phường Quảng Thắng | 1250                                              | 7.0                                               | Tên chiến sĩ cách mạng trung kiên; người gốc Thiệu Hóa, Thanh Hóa; sau là Bí thư Tỉnh ủy Thanh Hóa giai đoạn 4-11/1940 và 1-9/1941 |
| Hà Huy Tập                                        | Từ đường Hải Thượng Lãn Ông đến đường Phù Lưu trên địa bàn phường Quảng Thắng | 1650                                              | 10.5                                              | Tên một nhà cách mạng Việt Nam, Tổng Bí thư thứ ba của Đảng Cộng sản Việt Nam |
| Hải Thượng Lãn Ông                                | Từ ngã ba Voi (phường Đông Vệ) đến cầu Voi (phường Quảng Thắng) | 1700                                              | 25                                                | Tên một lang y nổi danh thời Lê trung hưng, được coi là ông tổ ngành y học Việt Nam. Tuyến đường này đi qua nhiều bệnh viện lớn của tỉnh. |
| Nguyễn Hữu Cảnh                                   | Từ cầu Voi đến giáp địa phận huyện Quảng Xương gần cầu Tam Thọ trên địa phận phường Quảng Thịnh                                                                                        | 2840                                              | 25                                                | Tên một danh tướng dưới trướng chúa Nguyễn Phúc Chu ở Đàng Trong thời Lê trung hưng; người gốc Hà Trung, Thanh Hóa. Ông được xem là vị tướng mở cõi Nam Bộ với việc xác lập chủ quyền cho người Việt tại vùng đất Đồng Nai, Gia Định vào năm 1698. |
| Trịnh Huy Quang                                   | Từ ngã ba Nhồi (phường An Hưng) đến đường Nguyễn Hữu Cảnh đoạn gần cầu Voi (phường Quảng Thịnh)                                                                                        | 3750                                              | 13                                                | Tên chiến sĩ cách mạng trung kiên; người gốc Vĩnh Lộc, Thanh Hóa; sau là Bí thư Tỉnh ủy Thanh Hóa giai đoạn 12/1936-4/1939. Ông trải qua nhiều chức vụ, có thời gian công tác tại Khánh Hòa, rồi làm Giám đốc Ngân hàng kiến thiết Trung ương, Đại sứ VN tại CHDCND Triều Tiên nhiệm kỳ 1960-1963 sau đó về nước đảm nhận cương vị Vụ trưởng thuộc Ban thanh tra Chính phủ.                                                              |
| Nguyễn Đình Thuần                                 | Từ ngã ba Nhồi (phường Đông Tân) đến giáp địa phận huyện Đông Sơn, tiếp nối bởi đường Nguyễn Nhữ Soạn (thị trấn Rừng Thông)                                                            | 2830                                              | 20.5                                              | Tên một vị tướng quân của triều đình Lê-Trịnh, lập nhiều công lớn trong những lần chinh chiến phương Nam; người gốc Đông Tân, Đông Sơn. Tuyến đường này hướng đến khu vực có đền thờ ông. |
| Trường Xuân                                       | Từ đường Nguyễn Đình Thuần (phường Đông Tân) đến nút giao đường tỉnh 517 và đường Nguyễn Chích (thị trấn Rừng Thông, huyện Đông Sơn)                                                   | 1180                                              | 42                                                | Tên gọi vùng kinh đô xưa của chính quyền nổi dậy chống ách đô hộ nhà Tùy-Đường, nay thuộc địa phận 2 xã Đông Ninh và Đông Hòa, huyện Đông Sơn. Cuộc nổi dậy do Lê Ngọc, Thái thú quận Cửu Chân (tên gọi Thanh Hóa khi đó), phát động. |
| Hoàng Nghiêu                                      | Từ điểm tiếp nối cuối đường Nguyễn Trãi (phường Phú Sơn/Đông Lĩnh) đến giáp địa phận huyện Đông Sơn, tiếp nối bởi đường Lê Thế Long (thị trấn Rừng Thông)                              | 1270                                              | 20                                                | Tên ghép của 2 ngọn núi nằm sát nhau: núi Hoàng và núi Nghiêu, nay là giáp giới 3 huyện Đông Sơn, Nông Cống, Quảng Xương. Khu vực này khi xưa là căn cứ của nghĩa quân do Nguyễn Chích đứng đầu, nổi dậy chống ách đô hộ nhà Minh. Nguyễn Chích người làng Vạn Lộc, Đông Sơn, về sau gia nhập nghĩa quân Lam Sơn của Lê Lợi. |
| Lê Chủ                                            | Từ đại lộ Lê Lợi đoạn gần cầu Cao đi qua sông nhà Lê đến đường liên khu Quan Sơn-Trung Sơn-Nam Sơn trên địa bàn phường An Hưng                                                         | 1000                                              | 7.5                                               | Tên chiến sĩ cách mạng trung kiên; người gốc Thiệu Hóa, Thanh Hóa; sau là Bí thư Tỉnh ủy Thanh Hóa giai đoạn 3-5/1934, 3-12/1936 và 4-12/1939 |
| Nguyễn Thị Lợi                                    | Từ phố Trần Bảo đi song song tuyến đường sắt Bắc Nam tới bờ sông nhà Lê trên địa bàn phường An Hưng                                                                                    | 2040                                              | 10.5                                              | Tên nữ chiến sĩ thuộc Tổ điệp báo A13 ở Thanh Hóa; người gốc Châu Đốc, An Giang. Bà hy sinh trong nhiệm vụ đánh bom phá hủy chiến hạm Amyot D'Inville ngoài khơi vùng biển Sầm Sơn, chiến hạm chở thuốc nổ chi viện cho quân đội Pháp. |
| Định Hòa                                          | Từ đường Đình Hương đối diện Ngõ 245 Đình Hương (phường Đông Cương) đến cầu qua sông Hạc (phường Đông Lĩnh)                                                                            | 2100                                              | 12                                                | Tên ngôi làng thuộc phường Đông Cương mà tuyến đường đi qua |
| Đại Khối                                          | Từ đường Đình Hương gần Công an phường Đông Cương đến hết đường, bên cạnh chân núi Voi                                                                                                 | 2300                                              | 6                                                 | Tên ngôi làng thuộc phường Đông Cương mà tuyến đường đi qua |
| Lê Thành                                          | Từ đường Đại Khối cạnh UBND phường Đông Cương xuống phía Nam đến đường Vạn Lại - Yên Trường                                                                                            | 1170                                              | 10.5                                              | Tên một danh tướng tham gia khởi nghĩa Lam Sơn, sau làm Thái úy thời Lê sơ; người làng Đình Hương, nay thuộc phường Đông Cương, thành phố Thanh Hóa. Tuyến đường này đi qua khu vực có đền thờ ông. |
| Đình Hương                                        | Từ ngã 5 Đình Hương (phường Hàm Rồng) lên phía Bắc đến giáp địa phận phường Thiệu Dương, tiếp nối bởi đường Dương Xá                                                                   | 2500                                              | 10.5                                              | Tên ngôi làng thuộc phường Đông Cương ở ngay khu vực ngã 5 Đình Hương dưới chân núi Cánh Tiên |
| Dương Xá                                          | Từ đê hữu sông Mã về phía Nam đến điểm tiếp nối đường Đình Hương trên địa bàn phường Thiệu Dương                                                                                       | 1200                                              | 10.5                                              | Tên chung của 2 ngôi làng thuộc phường Thiệu Dương nơi bắt đầu tuyến đường; khu vực này cũng là nơi đặt thành Dương Xá, tỉnh lỵ của Thanh Hóa trước khi dời về thành Thọ Hạc năm 1804. |
| Tư Phố                                            | Từ đường Dương Xá (phường Thiệu Dương, TPTH) về phía Tây Bắc đến giáp địa phận huyện Thiệu Hóa tại chân núi Đọ                                                                         | 6410                                              | 7.5                                               | Tên một huyện lập ra từ thời Bắc thuộc và là trị sở của quận Cửu Chân (tên gọi của Thanh Hóa khi đó). Tuyến đường đi qua khu vực thành cổ của huyện này. Trong hệ thống thành quách Việt Nam, huyện thành Tư Phố hay Hoan Thành - thủ phủ của xứ Thanh Hóa xưa có bề dày lịch sử chỉ đứng sau thành Cổ Loa. |
| Trịnh Thế Lợi                                     | Từ ranh giới 2 phường Thiệu Dương-Hàm Rồng ở cuối thôn Dương Xá Ngoại gần bờ sông Mã đi xuống phía Nam đến quảng trường Hàm Rồng (phường Hàm Rồng)                                     | 2000                                              |                                                   | Tên một vị tướng thời Lê-Trịnh từ quan về ở ẩn tại làng Đông Sơn; ông có công xác định địa giới làng, chuyển hướng làng từ Tây Bắc về Đông Nam dãy núi Hàm Rồng, khắc phục nạn ốm đau bệnh tật của dân làng. Khi mất, ông được tôn thờ là Đệ nhị Thành hoàng làng, thờ ở miếu Nhị. Tuyến đường này đi qua mặt sau của miếu. |
| Yên Ngựa                                          | Từ đường Bà Triệu đoạn gần quảng trường Hàm Rồng đến nút giao với phố Tiên Sơn đối diện lối vào động Tiên Sơn                                                                          | 1500                                              | 10.5                                              | Tên quả núi thuộc dãy núi Hàm Rồng mà tuyến đường đi qua, núi nhìn từ xa có hình dáng giống chiếc yên ngựa |
| Phượng Hoàng                                      | Từ đường Yên Ngựa đi vòng dưới chân núi Phượng Hoàng về phía Tây đến đường Kim Quy | 1520                                              | 10.5                                              | Tên quả núi thuộc dãy núi Hàm Rồng mà tuyến đường đi qua |
| Kim Quy                                           | Từ đường Đình Hương (đoạn gần nút giao Đình Hương-Định Hòa) đi vòng qua sườn núi Phượng Hoàng đến điểm giao với đường Phượng Hoàng đối diện hồ Kim Quy                                 | 2600                                              |                                                   | Tên hồ nước ở điểm kết thúc của đường |
| Nguyễn Chí Thanh                                  | Từ đầu cầu Hoàng Long bên hữu ngạn sông Mã (phường Hàm Rồng) đến đường Bà Triệu (phường Đông Thọ)                                                                                      | 2450                                              | 36                                                | Tên một vị tướng Quân đội nhân dân Việt Nam. Ông giữ chức vụ Chính ủy Quân khu cục Miền Nam trong kháng chiến chống Mỹ, trực tiếp lãnh đạo chiến trường miền Nam Việt Nam. Ông cũng là người đề ra chiến thuật đánh áp sát của Quân Giải phóng miền Nam với phương châm "Nắm thắt lưng địch mà đánh". |
| Văn Tiến Dũng                                     | Từ điểm giáp ranh huyện Hoằng Hóa tại cây xăng Bắc Tào Xuyên đến đầu cầu Hoàng Long bên tả ngạn sông Mã trên địa bàn phường Tào Xuyên                                                  | 3300                                              | 36                                                | Tên một vị Đại tướng danh tiếng của Quân đội nhân dân Việt Nam. Ông trực tiếp tham gia chỉ đạo các chiến dịch Đường 9 – Nam Lào (1971), Trị – Thiên (1972), chiến dịch Tây Nguyên (1975). Tháng 4 năm 1975, ông giữ chức Tư lệnh Chiến dịch giải phóng Sài Gòn – Gia Định (sau đổi tên thành Chiến dịch Hồ Chí Minh). |
| Nguyễn Đình Ngân                                  | Đường đê sông Tào, phường Long Anh; từ điểm giáp ranh làng Cự Đà (xã Hoằng Minh, huyện Hoằng Hóa) đến đường Văn Tiến Dũng gần cầu Tào (phường Tào Xuyên)                               | 1950                                              | 10.5                                              | Tên một danh nhân, chí sĩ yêu nước; người làng Phượng Đình, nay thuộc phường Tào Xuyên, TPTH. Ông theo ngạch quan văn dưới triều vua Bảo Đại nhà Nguyễn. Sau Cách mạng, ông theo chính quyền, được bổ nhiệm qua một số chức vụ Viện trưởng Văn hoá viện ở Trung bộ, Ủy viên Ủy ban Kháng chiến khu IV, Đại biểu Quốc hội khoá 2-3, Phó Chủ tịch Mặt trận Tổ quốc tỉnh Thanh Hoá.                                                         |
| Trường Chinh                                      | Đường trục Bắc-Nam khu đô thị Vinhomes Star City; từ điểm đối diện phân khu ven hồ sát đường Hàm Nghi đến đại lộ Nguyễn Hoàng, bên cạnh UBND thành phố                                 | 1350                                              | 36                                                | Tên một chính khách Việt Nam. Ông là Chủ tịch nước thứ hai của Việt Nam thống nhất, Tổng Bí thư Ban Chấp hành Trung ương Đảng Cộng sản Việt Nam (lần thứ nhất: 1941 – 1956, lần thứ hai: 1986), Chủ tịch Ủy ban Thường vụ Quốc hội (1960 – 1975) và Chủ tịch Quốc hội (khóa V, VI). |
| Võ Chí Công                                       | Đường trục Đông-Tây khu đô thị Vinhomes Star City; từ đại lộ Nam Sông Mã đến đại lộ Hùng Vương trên địa bàn phường Đông Hải                                                            | 1100                                              | 36                                                | Tên một chính khách Việt Nam. Ông là Chủ tịch nước thứ ba của Việt Nam, giai đoạn 1987-1992. |
| Phạm Văn Đồng                                     | Đường phía sau UBND thành phố, từ đại lộ Nam Sông Mã đến đại lộ Hùng Vương trên địa bàn phường Đông Hải; ranh giới 2 khu đô thị Vinhomes Star City và Eurowindow Garden City           | 1200                                              |                                                   | Tên một chính khách Việt Nam. Ông là vị Thủ tướng Việt Nam tại vị lâu nhất (1955 – 1987) và là học trò, cộng sự thân thiết của Chủ tịch Hồ Chí Minh. |
| Tố Hữu                                            | Đường trục Bắc-Nam khu đô thị Đông Hải; từ đại lộ Nguyễn Hoàng xuống phía Nam đến điểm cuối gần phòng cảnh sát phòng cháy chữa cháy tỉnh                                               | 1900                                              | 36                                                | Tên một chính khách, nhà thơ tiêu biểu của thơ cách mạng Việt Nam. Ông đã từng giữ các chức vụ quan trọng trong hệ thống chính trị Việt Nam như Ủy viên Bộ Chính trị, Bí thư Ban Chấp hành Trung ương Đảng Cộng sản Việt Nam, Phó Chủ tịch thứ nhất Hội đồng Bộ trưởng. |
| Nguyễn Doãn Chấp                                  | Từ ngã ba Môi (phường Quảng Tâm, TPTH) xuống phía Nam đến điểm giao với đường Võ Nguyên Giáp                                                                                           | 2000                                              | 10.5                                              | Tên chiến sĩ cách mạng trung kiên; người gốc Hoằng Hóa, Thanh Hóa. Ông nhận nhiệm vụ đứng ra tổ chức và thành lập Đảng bộ tỉnh ngày 29/7/1930, từ đây, tổ chức cách mạng này đóng vai trò lãnh đạo và quyết định vận mệnh của quê hương. Ông trải qua nhiều cương vị khác nhau tại tỉnh Thanh Hóa và Đài Tiếng nói Việt Nam. |
| Võ Nguyên Giáp                                    | Đường trục TP Thanh Hóa-Sầm Sơn mới; từ ngã ba Voi (phường Đông Vệ) tới nút giao với đường Nguyễn Doãn Chấp                                                                            | 8510                                              | 50                                                | Tên nhà lãnh đạo quân sự và chính trị gia người Việt Nam. Ông là Đại tướng đầu tiên, Tổng Tư lệnh tối cao của Quân đội nhân dân Việt Nam, một trong những người thành lập Việt Nam Dân chủ Cộng hòa; là chỉ huy trưởng của các chiến dịch trong kháng chiến chống Pháp (1946–1954), kháng chiến chống Mỹ-thống nhất đất nước (1960–1975) và Chiến tranh biên giới Việt – Trung (1979) chống quân Trung Quốc tấn công biên giới phía Bắc. |
| Vĩnh Yên                                          | Từ đường Trịnh Kiểm đến nút giao Võ Nguyên Giáp-Ngọc Mai trên địa bàn phường Quảng Thành                                                                                               | 1800                                              | 6.5                                               | Tên ngôi làng mà tuyến đường đi qua |
| Ngọc Mai                                          | Từ nút giao Võ Nguyên Giáp-Vĩnh Yên đến phố Bùi Sĩ Lâm trên địa bàn phường Quảng Thành                                                                                                 | 1100                                              | 6.5                                               | Tên ngôi làng mà tuyến đường đi qua |
| Thanh Chương                                      | Từ đường An Dương Vương (đoạn gần núi giao với đường Bạch Đằng) đi xuống phía Nam đến bờ sông nhà Lê trên địa bàn phường Quảng Thành                                                   | 3400                                              | 7.5                                               | Tên địa danh cổ trong khu vực |
| Đồng Cuốn                                         | Từ đường An Dương Vương (đối diện KCN Lễ Môn) đến đường Đồng Khoai trên địa bàn phường Quảng Thành                                                                                     | 1600                                              | 5                                                 | Tên gọi quen thuộc của nhân dân trong vùng, thể hiện cách thức sản xuất nông nghiệp |
| Đồng Khoai                                        | Từ đường Thanh Chương (đối diện Ngõ 127) đến đường Vĩnh Yên trên địa bàn phường Quảng Thành                                                                                            | 1450                                              | 5.5                                               | Tên gọi quen thuộc của nhân dân trong vùng. Đường đi qua cánh đồng trồng lúa nước nhưng vào vụ Đông-Xuân, cánh đồng này cao hơn và pha cát nhiều hơn nên người dân còn trồng thêm vụ khoai có chất lượng cao. |
| Chi Lăng                                          | Từ đường Võ Nguyên Giáp (ngã tư ranh giới giữa 2 phường Quảng Thành và Quảng Đông) đi về phía Tây Bắc rồi vòng đằng sau trường Đại học Hồng Đức đến đường Quang Trung (phường Đông Vệ) | 3190                                              | 7.5                                               | Thuộc nhóm đường-phố liên quan đến nhà Lê của phường Đông Vệ. Ải Chi Lăng là nơi có địa thể hiểm yếu thuộc tỉnh Lạng Sơn. Tại đây đã diễn ra một trong những trận đánh nổi tiếng nhất trong lịch sử chống ngoại xâm của Việt Nam khi nghĩa quân Lam Sơn mai phục và đánh tan đạo quân chủ lực của nhà Minh do Liễu Thăng cầm đầu. |

| Danh sách các tuyến phố, ngõ tại thành phố Thanh Hóa | Danh sách các tuyến phố, ngõ tại thành phố Thanh Hóa | Danh sách các tuyến phố, ngõ tại thành phố Thanh Hóa | Danh sách các tuyến phố, ngõ tại thành phố Thanh Hóa | Danh sách các tuyến phố, ngõ tại thành phố Thanh Hóa | Danh sách các tuyến phố, ngõ tại thành phố Thanh Hóa |
| Phường                                               | Tên                                                  | Vị trí | Dài (m)                                              | Rộng (m)                                             | Ý nghĩa |
| ---------------------------------------------------- | ---------------------------------------------------- | --- | ---------------------------------------------------- | ---------------------------------------------------- | --- |
| Lam Sơn                                              | Cao Thắng                                            | Từ phố Nguyễn Du (ph. Điện Biên) đến nút giao với đường Tống Duy Tân-phố Đinh Công Tráng                                                                                          | 500                                                  |                                                      | Tên một vị chỉ huy trong cuộc khởi nghĩa Hương Khê thuộc phong trào Cần Vương chống Pháp cuối thế kỷ XIX |
| Lam Sơn                                              | Cầm Bá Thước                                         | Từ đường Tống Duy Tân (đối diện phố Lê Thị Hoa) đến phố Đào Tấn (phường Ba Đình)                                                                                                  | 350                                                  |                                                      | Tên một thủ lĩnh người Thái ở Thường Xuân, Thanh Hóa, tham gia phong trào Cần Vương chống Pháp cuối thế kỷ XIX |
| Lam Sơn                                              | Cửa Tả                                               | Từ nút giao đường Trần Phú-phố Hàng Than đến cổng bệnh viện Công An tỉnh | 350                                                  |                                                      | Phố đi vào thành cổ Thanh Hóa qua cửa phía Đông Nam (cửa Tả). Khi xưa, đây là con đường chính để ra-vào thành nên thu hút người dân chuyển đến tạo thành khu vực các phố buôn bán lâu đời. |
| Lam Sơn                                              | Đinh Lễ                                              | Từ đường Lê Lai đến phố Lê Hữu Lập | 450                                                  |                                                      | Tên danh tướng khởi nghĩa Lam Sơn, quê huyện Thọ Xuân |
| Lam Sơn                                              | Đinh Liệt                                            | Từ đại lộ Lê Lợi đến đường Lê Lai | 450                                                  | 10.5                                                 | Tên danh tướng khởi nghĩa Lam Sơn, quê huyện Ngọc Lặc |
| Lam Sơn                                              | Hàng Gạo                                             | Từ phố Hàng Sứ đến phố Hàng Nan | 100                                                  |                                                      | Tuyến phố cũ khi xưa chuyên bán gạo |
| Lam Sơn                                              | Hàng Nan                                             | Từ phố Cầm Bá Thước đến phố Ngô Từ | 350                                                  |                                                      | Tuyến phố cũ khi xưa chuyên bán đồ đan lát |
| Lam Sơn                                              | Hàng Sứ                                              | Từ phố Cầm Bá Thước đến phố Phạm Vấn | 200                                                  |                                                      | Tuyến phố cũ khi xưa chuyên bán đồ gốm sứ |
| Lam Sơn                                              | Hàng Than                                            | Từ phố Lê Thị Hoa đến nút giao Trần Phú-Cửa Tả | 450                                                  |                                                      | Tuyến phố thương mại khi xưa có nhiều cửa hàng bán than |
| Lam Sơn                                              | Ngõ Hợp Nhất                                         | Từ phố Đinh Lễ đến phố Đinh Liệt đối diện mặt sau trường TH Hoàng Hoa Thám | 180                                                  |                                                      | Tên khu vực dân cư |
| Lam Sơn                                              | Lê Hữu Lập                                           | Từ đại lộ Lê Lợi cạnh chợ Vườn Hoa đến đường Tống Duy Tân | 400                                                  |                                                      | Tên nhà hoạt động cách mạng Việt Nam thời kỳ trước năm 1945. Ông là Bí thư tỉnh ủy lâm thời đầu tiên của Thanh Hóa. |
| Lam Sơn                                              | Lê Khôi                                              | Từ đại lộ Lê Lợi đến Ngách 3 Ngõ Hợp Nhất | 180                                                  | 10.5                                                 | Tên danh tướng khởi nghĩa Lam Sơn, cháu ruột gọi Lê Lợi bằng chú, làm quan dưới triều Lê lập nhiều công lao |
| Lam Sơn                                              | Lê Thị Hoa                                           | Từ đường Tống Duy Tân (đối diện phố Cầm Bá Thước) đi lên đến đối diện chợ Vườn Hoa thì chia 2 hướng thông ra phố Lê Hữu Lập và đại lộ Lê Lợi                                      | 500                                                  |                                                      | Tên một nữ tướng thời Hai Bà Trưng, khởi nghĩa tại vùng Nga Sơn (Thanh Hóa) |
| Lam Sơn                                              | Lý Thường Kiệt                                       | Từ phố Lê Hữu Lập cắt ngang đường Trần Phú đến phố Lê Hồng Phong | 480                                                  |                                                      | Tên chính trị gia, danh tướng thời nhà Lý. Ông nổi tiếng với việc chinh phạt Chiêm Thành, đánh phá 3 châu Ung, Khâm, Liêm của nước Tống cũng như đánh bại cuộc xâm lược Đại Việt của nhà Tống, được tương truyền là người đọc bài "Nam quốc sơn hà". Ông cũng là vị quan đứng đầu trấn Thanh Hóa suốt 19 năm (1082-1101).                                      |
| Lam Sơn                                              | Ngô Từ                                               | Từ đường Tống Duy Tân gần cầu Cốc đến phố Nguyễn Huy Tự | 500                                                  |                                                      | Tên một vị gia thần của Lê Lợi, trông coi căn cứ Chí Linh trong khởi nghĩa Lam Sơn. Ông là cha của thái hậu Ngô Thị Ngọc Dao, thân mẫu của hoàng đế Lê Thánh Tông. |
| Lam Sơn                                              | Nguyễn Huy Tự                                        | Đường lấp kênh đào ranh giới trung tâm cũ, từ đường Lê Hoàn tại vườn hoa Ba Đình đi về phía Đông đến nối tiếp với đường Lê Nhân Tông (phường Đông Vệ)                             | 800                                                  |                                                      | Tên vị quan thời Lê trung hưng, tác giả tập truyện thơ Nôm nổi tiếng 'Hoa tiên' |
| Lam Sơn                                              | Phạm Vấn                                             | Từ đường Tống Duy Tân (phường Lam Sơn) đến nút giao Âu Cơ-Lạc Long Quân (phường Đông Vệ)                                                                                          | 900                                                  | 10.5                                                 | Tên danh tướng khởi nghĩa Lam Sơn, theo Lê Lợi từ những ngày đầu, ghi chiến công ở Nghệ An và Xương Giang. Sau khi thắng lợi, ông là 1 trong 3 người được phong thưởng bậc cao nhất. |
| Lam Sơn                                              | Ngõ Thắng Lợi                                        | Từ phố Đinh Lễ đến phố Đinh Liệt đối diện Ngõ 27 Mai An Tiêm | 200                                                  |                                                      | Tên hợp tác xã chuyên làm bún và chăn nuôi lợn thời kỳ xây dựng XHCN, sau thành khu dân cư |
| Lam Sơn                                              | Trịnh Thị Ngọc Lữ                                    | Từ đường Mai An Tiêm đến Ngõ 99 ĐL Lê Lợi | 280                                                  | 5                                                    | Tên một trong ba người vợ của vua Lê Lợi, là người duy nhất còn sống đến khi ông đăng cơ, sinh ra hoàng tử trưởng Lê Tư Tề; người gốc Thọ Xuân, Thanh Hóa |
| Ba Đình                                              | Ngõ Chùa Hội Quản                                    | |                                                      |                                                      | |
| Ba Đình                                              | Cửa Tiền                                             | Từ phố Lê Hồng Phong đến đường Hạc Thành | 220                                                  |                                                      | Phố đi qua cửa phía Nam của thành cổ Thanh Hóa (cửa Tiền) |
| Ba Đình                                              | Đào Duy Từ                                           | |                                                      |                                                      | |
| Ba Đình                                              | Đào Tấn                                              | |                                                      |                                                      | |
| Ba Đình                                              | Đinh Chương Dương                                    | |                                                      |                                                      | |
| Ba Đình                                              | Đinh Công Tráng                                      | |                                                      |                                                      | |
| Ba Đình                                              | Ngõ Đoan Hùng                                        | |                                                      |                                                      | |
| Ba Đình                                              | Ngõ Đồng Lực                                         | |                                                      |                                                      | |
| Ba Đình                                              | Hà Văn Mao                                           | |                                                      |                                                      | |
| Ba Đình                                              | Hàn Thuyên                                           | Từ phố Đào Duy Từ đến phố Phan Bội Châu | 850                                                  |                                                      | Tên danh nhân thời Trần, được xem là người phát triển, phổ biến chữ Nôm của Việt Nam, là người đầu tiên dùng luật thơ Đường vào thơ Nôm |
| Ba Đình                                              | Ngõ Hợp Tiến                                         | |                                                      |                                                      | |
| Ba Đình                                              | Ngõ Lê Đình Chinh                                    | Từ phố Đào Duy Từ cạnh số 67 đi vào đến hết ngõ | 90                                                   |                                                      | Tên chiến sĩ biên phòng quê Thanh Hóa, là người đầu tiên hy sinh trong chiến tranh biên giới Việt-Trung 1978-1979, tại mặt trận huyện Cao Lộc tỉnh Lạng Sơn. |
| Ba Đình                                              | Lê Hồng Phong                                        | |                                                      |                                                      | |
| Ba Đình                                              | Lê Phụng Hiểu                                        | |                                                      |                                                      | |
| Ba Đình                                              | Lê Quý Đôn                                           | Từ đường Lê Hoàn đến phố Phan Bội Châu | 800                                                  |                                                      | Tên danh nhân thời Lê trung hưng, được mệnh danh là "nhà bác học lớn của Việt Nam trong thời phong kiến", để lại nhiều công trình nghiên cứu có giá trị |
| Ba Đình                                              | Ngõ Lê Thế Bùi                                       | |                                                      |                                                      | |
| Ba Đình                                              | Lê Thế Long                                          | |                                                      |                                                      | |
| Ba Đình                                              | Lương Thế Vinh                                       | |                                                      |                                                      | |
| Ba Đình                                              | Lý Tự Trọng                                          | |                                                      |                                                      | |
| Ba Đình                                              | Minh Hiệu                                            | |                                                      |                                                      | |
| Ba Đình                                              | Minh Khai                                            | |                                                      |                                                      | |
| Ba Đình                                              | Nguyễn Bá Ngọc                                       | |                                                      |                                                      | |
| Ba Đình                                              | Nguyễn Bỉnh Khiêm                                    | Từ phố Hàn Thuyên đến phố Lê Quý Đôn | 160                                                  |                                                      | Tên danh nhân thời Lê-Mạc, là một trong những nhân vật có ảnh hưởng nhất của lịch sử cũng như văn hóa Việt Nam trong thế kỷ 16 |
| Ba Đình                                              | Nguyễn Trinh Tiếp                                    | |                                                      |                                                      | |
| Ba Đình                                              | Nguyễn Văn Huyên                                     | |                                                      |                                                      | |
| Ba Đình                                              | Ngõ Nhà Bảng                                         | Có 2 lối vào, từ đường Nguyễn Trãi hoặc phố Phan Bội Châu đi vào đến phố Đinh Chương Dương                                                                                        | 200                                                  |                                                      | Tên chỉ gian nhà đặt bảng cáo yết của chính quyền tỉnh thời Nguyễn, ngay gần cửa Bắc của thành cổ. Bảng cáo yết là nơi dán những văn bản quản lý thông báo cho dân biết. |
| Ba Đình                                              | Phạm Bành                                            | |                                                      |                                                      | |
| Ba Đình                                              | Phó Đức Chính                                        | |                                                      |                                                      | |
| Ba Đình                                              | Tịch Điền                                            | Đường lấp kênh đào ranh giới trung tâm cũ, từ nút giao Trần Phú-Lê Hoàn về phía Tây tới đường Phan Bội Châu                                                                       | 600                                                  |                                                      | Khu vực tổ chức lễ tịch điền của chính quyền tỉnh thời Nguyễn. Tịch điền là lễ hội khuyến nông hàng năm do triều đình khởi xướng, với nghi lễ quan trọng khi đích thân nhà vua xuống ruộng cày. |
| Ba Đình                                              | Trương Định                                          | |                                                      |                                                      | |
| Ba Đình                                              | Võ Quyết                                             | |                                                      |                                                      | |
| Ngọc Trạo                                            | Bà Huyện Thanh Quan                                  | |                                                      |                                                      | |
| Ngọc Trạo                                            | Bùi Thị Xuân                                         | Từ phố Tịch Điền đến đường nhánh 2 phố Trần Quang Diệu | 350                                                  |                                                      | Tên một nữ tướng của nhà Tây Sơn, lập nhiều chiến công |
| Ngọc Trạo                                            | Đặng Thai Mai                                        | |                                                      |                                                      | |
| Ngọc Trạo                                            | Hoàng Văn Thụ                                        | |                                                      |                                                      | |
| Ngọc Trạo                                            | Hồ Nguyên Trừng                                      | |                                                      |                                                      | |
| Ngọc Trạo                                            | Kim Đồng                                             | |                                                      |                                                      | |
| Ngọc Trạo                                            | Lê Ngọc Hân                                          | |                                                      |                                                      | |
| Ngọc Trạo                                            | Mật Sơn                                              | |                                                      |                                                      | |
| Ngọc Trạo                                            | Ngõ Ngọc Lan                                         | |                                                      |                                                      | |
| Ngọc Trạo                                            | Ngô Thì Nhậm                                         | |                                                      |                                                      | |
| Ngọc Trạo                                            | Ngô Văn Sở                                           | |                                                      |                                                      | |
| Ngọc Trạo                                            | Nguyễn Văn Trỗi                                      | |                                                      |                                                      | |
| Ngọc Trạo                                            | Tân An                                               | |                                                      |                                                      | |
| Ngọc Trạo                                            | Thôi Hữu                                             | |                                                      |                                                      | |
| Ngọc Trạo                                            | Trần Cao Vân                                         | |                                                      |                                                      | |
| Ngọc Trạo                                            | Trần Mai Ninh                                        | |                                                      |                                                      | |
| Ngọc Trạo                                            | Trần Quang Diệu                                      | Từ phố Hoàng Văn Thụ đến phố Bùi Thị Xuân | 160                                                  |                                                      | Tên một vị tướng của nhà Tây Sơn, lập nhiều chiến công |
| Ngọc Trạo                                            | Trần Quang Huy                                       | |                                                      |                                                      | |
| Ngọc Trạo                                            | Tuệ Tĩnh                                             | |                                                      |                                                      | |
| Phú Sơn                                              | Cao Điển                                             | |                                                      |                                                      | |
| Phú Sơn                                              | Cột Cờ                                               | Từ đường Hạc Thành đến đường Dương Đình Nghệ | 550                                                  |                                                      | Phố xuất phát từ vị trí kỳ đài (cột cờ) xưa của thành cổ Thanh Hóa. Cột cờ vốn nằm ở khoảng trước cổng Sở Tài nguyên và Môi trường tỉnh, đã bị dỡ bỏ. |
| Phú Sơn                                              | Cửa Hữu                                              | Từ đường Nguyễn Trãi qua phố Cột Cờ đến phố Hoàng Bật Đạt | 285                                                  |                                                      | Phố nằm gần cửa phía Tây Nam của thành cổ Thanh Hóa (cửa Hữu) |
| Phú Sơn                                              | Hoàng Bật Đạt                                        | |                                                      |                                                      | |
| Phú Sơn                                              | Ngõ Hội Đồng                                         | |                                                      |                                                      | |
| Phú Sơn                                              | Lê Tất Đắc                                           | |                                                      |                                                      | |
| Phú Sơn                                              | Lê Văn Hưu                                           | |                                                      |                                                      | |
| Phú Sơn                                              | Lưu Hữu Phước                                        | |                                                      |                                                      | |
| Phú Sơn                                              | Nam Cao                                              | |                                                      |                                                      | |
| Phú Sơn                                              | Ngô Sỹ Liên                                          | |                                                      |                                                      | |
| Phú Sơn                                              | Nguyên Hồng                                          | |                                                      |                                                      | |
| Phú Sơn                                              | Nguyễn Gia Thiều                                     | |                                                      |                                                      | |
| Phú Sơn                                              | Nguyễn Phương                                        | |                                                      |                                                      | |
| Phú Sơn                                              | Nguyễn Trung Trực                                    | |                                                      |                                                      | |
| Phú Sơn                                              | Nguyễn Xuân Khoát                                    | |                                                      |                                                      | |
| Phú Sơn                                              | Nhữ Bá Sỹ                                            | |                                                      |                                                      | |
| Phú Sơn                                              | Phạm Ngọc Thạch                                      | |                                                      |                                                      | |
| Phú Sơn                                              | Phan Bội Châu                                        | Từ nút giao đường Nguyễn Trãi-Hạc Thành đến đường Nguyễn Thiếp tại bờ sông Nông Giang                                                                                             | 650                                                  |                                                      | Tên nhà cách mạng Việt Nam, hoạt động và có nhiều ảnh hưởng đến phong trào yêu nước trong thời kỳ Pháp thuộc |
| Phú Sơn                                              | Phan Huy Chú                                         | |                                                      |                                                      | |
| Phú Sơn                                              | Phan Huy Ích                                         | |                                                      |                                                      | |
| Phú Sơn                                              | Ngõ Phú Cường                                        | Từ đường Nguyễn Trãi (gần ngã tư giao đường Hạc Thành) đến phố Nguyễn Trung Trực                                                                                                  | 150                                                  |                                                      | Nằm trong nhóm tên đường-phố thuộc phường Phú Sơn cũ (phường Tân Sơn vốn là 1 phần tách ra từ Phú Sơn) |
| Phú Sơn                                              | Trần Huy Liệu                                        | |                                                      |                                                      | |
| Phú Sơn                                              | Vũ Trọng Phụng                                       | |                                                      |                                                      | |
| Điện Biên                                            | Cửa Hậu                                              | Từ phố Tô Vĩnh Diện đến phố Đông Lân qua mặt sau chợ Điện Biên | 200                                                  |                                                      | Phố nằm gần cửa phía Bắc của thành cổ Thanh Hóa (cửa Hậu) |
| Điện Biên                                            | Đông Lân                                             | |                                                      |                                                      | |
| Điện Biên                                            | Hàng Đồng                                            | Từ phố Triệu Quốc Đạt đến đại lộ Lê Lợi gần tượng đài Lê Lợi | 350                                                  |                                                      | Tuyến phố cũ khi xưa có nhiều người từ làng Nôm (Hưng Yên) vào sinh sống đem theo nghề buôn bán đồ đồng |
| Điện Biên                                            | Ngõ Hậu Thành                                        | Từ dãy số chẵn đường Lý Nhân Tông đối diện phố Dụ Tượng đến phía bắc quảng trường Lam Sơn                                                                                         | 100                                                  |                                                      | Tên một ấp thuộc giáp Nam, trấn thành Thanh Hóa xưa; có tên như vậy là do vị trí nằm gần cửa Hậu của thành. |
| Điện Biên                                            | Hồ Xuân Hương                                        | |                                                      |                                                      | |
| Điện Biên                                            | Lê Hữu Kiều                                          | |                                                      |                                                      | |
| Điện Biên                                            | Ngô Quyền                                            | |                                                      |                                                      | |
| Điện Biên                                            | Nguyễn Cẩn                                           | |                                                      |                                                      | |
| Điện Biên                                            | Nguyễn Du                                            | |                                                      |                                                      | |
| Điện Biên                                            | Nguyễn Đôn Tiết                                      | |                                                      |                                                      | |
| Điện Biên                                            | Nguyễn Quỳnh                                         | Từ phố Tô Vĩnh Diện đến đường Phan Chu Trinh | 300                                                  |                                                      | Tên danh nhân thời Lê-Trịnh, nổi tiếng với sự trào lộng, hài hước; dân gian vẫn thường gọi ông là Trạng Quỳnh; người làng Bột Thượng, Hoằng Hóa, Thanh Hóa |
| Điện Biên                                            | Nguyễn Thái Bình                                     | |                                                      |                                                      | |
| Điện Biên                                            | Nguyễn Trinh Cơ                                      | |                                                      |                                                      | |
| Điện Biên                                            | Phạm Văn Hinh                                        | |                                                      |                                                      | |
| Điện Biên                                            | Phan Đình Giót                                       | |                                                      |                                                      | |
| Điện Biên                                            | Tô Hiến Thành                                        | |                                                      |                                                      | |
| Điện Biên                                            | Tô Vĩnh Diện                                         | |                                                      |                                                      | |
| Điện Biên                                            | Trần Quốc Toản                                       | |                                                      |                                                      | |
| Điện Biên                                            | Triệu Quốc Đạt                                       | |                                                      |                                                      | |
| Điện Biên                                            | Xuân Diệu                                            | |                                                      |                                                      | |
| Trường Thi                                           | Bến Ngự                                              | |                                                      |                                                      | |
| Trường Thi                                           | Bến Than                                             | |                                                      |                                                      | |
| Trường Thi                                           | Cao Bá Quát                                          | |                                                      |                                                      | |
| Trường Thi                                           | Chu Văn An                                           | Từ đường Bà Triệu đến phố Cù Chính Lan, ngang qua trường THPT Hàm Rồng | 300                                                  |                                                      | Tên vị quan, nhà giáo, thầy thuốc Đại Việt cuối thời Trần; ông được coi là người thầy của mọi thời đại |
| Trường Thi                                           | Cù Chính Lan                                         | |                                                      |                                                      | |
| Trường Thi                                           | Đào Duy Anh                                          | |                                                      |                                                      | |
| Trường Thi                                           | Đào Đức Thông                                        | |                                                      |                                                      | |
| Trường Thi                                           | Đình Giáp Bắc                                        | |                                                      |                                                      | |
| Trường Thi                                           | Đình Giáp Đông                                       | |                                                      |                                                      | |
| Trường Thi                                           | Đoàn Thị Điểm                                        | |                                                      |                                                      | |
| Trường Thi                                           | Đoàn Trần Nghiệp                                     | |                                                      |                                                      | |
| Trường Thi                                           | Hải Triều                                            | |                                                      |                                                      | |
| Trường Thi                                           | Hàn Mặc Tử                                           | |                                                      |                                                      | |
| Trường Thi                                           | Ngõ Hàng Hương                                       | Từ đường Bà Triệu cạnh số nhà 578 đi vào đến hết | 200                                                  |                                                      | Ngõ thuộc địa phận làng Quán Giò, làng có nghề làm và bán hương còn duy trì đến ngày nay |
| Trường Thi                                           | Hồng Nguyên                                          | |                                                      |                                                      | |
| Trường Thi                                           | Lê Thạch                                             | |                                                      |                                                      | |
| Trường Thi                                           | Lê Thước                                             | |                                                      |                                                      | |
| Trường Thi                                           | Lò Chum                                              | |                                                      |                                                      | |
| Trường Thi                                           | Lương Ngọc Quyến                                     | |                                                      |                                                      | |
| Trường Thi                                           | Mai Xuân Dương                                       | |                                                      |                                                      | |
| Trường Thi                                           | Nguyễn Khắc Viện                                     | |                                                      |                                                      | |
| Trường Thi                                           | Nguyễn Khuyến                                        | |                                                      |                                                      | |
| Trường Thi                                           | Nguyễn Quyền                                         | |                                                      |                                                      | |
| Trường Thi                                           | Nguyễn Tạo                                           | |                                                      |                                                      | |
| Trường Thi                                           | Nguyễn Thái Học                                      | |                                                      |                                                      | |
| Trường Thi                                           | Nguyễn Thiện Thuật                                   | |                                                      |                                                      | |
| Trường Thi                                           | Nguyễn Thượng Hiền                                   | |                                                      |                                                      | |
| Trường Thi                                           | Nguyễn Trường Tộ                                     | |                                                      |                                                      | |
| Trường Thi                                           | Nhà Thờ                                              | Từ đường Trường Thi đi vào bên hông nhà thờ đến trước cổng chính rồi ra đường Bà Triệu                                                                                            | 300                                                  |                                                      | Phố đi vào Nhà thờ Chính tòa Thanh Hóa |
| Trường Thi                                           | Phạm Hồng Thái                                       | |                                                      |                                                      | |
| Trường Thi                                           | Quán Giò                                             | Từ đường Đội Cung (phường Đông Thọ) đến phố Chu Văn An (phường Trường Thi) | 550                                                  |                                                      | Tên ngôi làng mà tuyến phố đi qua. Làng có từ thế kỷ XVII, được ông Nguyễn Phúc Nguyên người Kinh Bắc vào truyền nghề làm hương và lưu giữ được đến ngày nay. |
| Trường Thi                                           | Ngõ Thanh Xuân                                       | |                                                      |                                                      | |
| Trường Thi                                           | Tiền Phương                                          | |                                                      |                                                      | |
| Trường Thi                                           | Ngõ Tiền Phương                                      | |                                                      |                                                      | |
| Trường Thi                                           | Tô Hiệu                                              | |                                                      |                                                      | |
| Trường Thi                                           | Trần Đức                                             | |                                                      |                                                      | |
| Trường Thi                                           | Trần Oanh                                            | |                                                      |                                                      | |
| Trường Thi                                           | Trần Thị Nam                                         | |                                                      |                                                      | |
| Trường Thi                                           | Việt Bắc                                             | |                                                      |                                                      | |
| Trường Thi                                           | Võ Thị Sáu                                           | |                                                      |                                                      | |
| Đông Thọ                                             | Dụ Tượng                                             | |                                                      |                                                      | |
| Đông Thọ                                             | Đặng Tiến Đông                                       | |                                                      |                                                      | |
| Đông Thọ                                             | Điện Cơ                                              | |                                                      |                                                      | |
| Đông Thọ                                             | Đông Tác                                             | |                                                      |                                                      | |
| Đông Thọ                                             | Hoàng Xuân Viện                                      | |                                                      |                                                      | |
| Đông Thọ                                             | Hồ Đắc Di                                            | |                                                      |                                                      | |
| Đông Thọ                                             | Hồ Viết Thắng                                        | |                                                      |                                                      | |
| Đông Thọ                                             | Lê Chân                                              | |                                                      |                                                      | |
| Đông Thọ                                             | Lê Hồng Sơn                                          | |                                                      |                                                      | |
| Đông Thọ                                             | Lê Văn An                                            | Từ phố Trần Xuân Soạn đến đường Phan Chu Trinh | 652                                                  | 10.5                                                 | Tên danh tướng khởi nghĩa Lam Sơn, quê huyện Thọ Xuân |
| Đông Thọ                                             | Lương Định Của                                       | |                                                      |                                                      | |
| Đông Thọ                                             | Lý Đạo Thành                                         | |                                                      |                                                      | |
| Đông Thọ                                             | Lý Thái Tông                                         | |                                                      |                                                      | |
| Đông Thọ                                             | Minh Không                                           | |                                                      |                                                      | |
| Đông Thọ                                             | Nghiêm Quý Ngãi                                      | |                                                      |                                                      | |
| Đông Thọ                                             | Ngô Đức Mậu                                          | |                                                      |                                                      | |
| Đông Thọ                                             | Nguyễn Bặc                                           | |                                                      |                                                      | |
| Đông Thọ                                             | Nguyễn Bính                                          | |                                                      |                                                      | |
| Đông Thọ                                             | Nguyễn Đức Nhuận                                     | |                                                      |                                                      | |
| Đông Thọ                                             | Nguyễn Đức Thuận                                     | |                                                      |                                                      | |
| Đông Thọ                                             | Nguyễn Hữu Dật                                       | |                                                      |                                                      | |
| Đông Thọ                                             | Nguyễn Hữu Khiếu                                     | |                                                      |                                                      | |
| Đông Thọ                                             | Nguyễn Thị Thập                                      | |                                                      |                                                      | |
| Đông Thọ                                             | Nguyễn Tuân                                          | |                                                      |                                                      | |
| Đông Thọ                                             | Nguyễn Văn Thân                                      | |                                                      |                                                      | |
| Đông Thọ                                             | Nguyễn Xiển                                          | |                                                      |                                                      | |
| Đông Thọ                                             | Quang Vinh                                           | Từ đường Đào Cam Mộc đến đường Phú Thứ | 700                                                  | 10.5                                                 | Các đường ngang trong khu CN Tây Bắc Ga được đặt tên theo các hợp tác xã cũ trên địa bàn thành phố. Quang Vinh là hợp tác xã vận tải và đóng mới xe ngựa, xe bò, nằm ở khu vực gần nút giao Đội Cung-Quán Giò (ph. Đông Thọ). |
| Đông Thọ                                             | Thành Công                                           | Từ đường Đào Cam Mộc đến đường Vạn Hạnh | 450                                                  | 10.5                                                 | Các đường ngang trong khu CN Tây Bắc Ga được đặt tên theo các hợp tác xã cũ trên địa bàn thành phố. Thành Công là hợp tác xã chuyên sản xuất phụ tùng xe đạp, nằm ở khu vực gần nút giao Đông Tác-Thành Thái (ph. Đông Thọ). |
| Đông Thọ                                             | Ngõ Thành Công                                       | Từ đường Thành Thái gần nút giao với phố Đông Tác xuống phía Nam đến bờ sông Hạc                                                                                                  | 300                                                  |                                                      | Tên khu dân cư vốn là hợp tác xã, thành lập năm 1959, chuyên làm phụ tùng xe đạp, ngoài ra còn đúc lưỡi cày, đóng xe cải tiến, làm cào cỏ 64A. |
| Đông Thọ                                             | Thắng Lợi                                            | Từ đường Đô Dương đến đường Phú Thứ | 400                                                  | 10.5                                                 | Các đường ngang trong khu CN Tây Bắc Ga được đặt tên theo các hợp tác xã cũ trên địa bàn thành phố. Thắng Lợi là hợp tác xã chuyên làm bún và chăn nuôi lợn, nằm ở khu vực giữa 2 phố Đinh Lễ-Đinh Liệt (ph. Lam Sơn) hiện nay. |
| Đông Thọ                                             | Thế Lữ                                               | |                                                      |                                                      | |
| Đông Thọ                                             | Thọ Hạc                                              | Từ đường Bà Triệu đến phố Minh Không | 812                                                  | 10.5                                                 | Phố chạy xuyên qua trung tâm của làng Thọ Hạc. Năm 1804, vua Gia Long cho dời tỉnh lỵ Thanh Hóa về đất làng này và xây dựng thành, do đó thành cổ Thanh Hóa còn gọi là thành Thọ Hạc, hay Hạc Thành. *Đầu phố từ Bà Triệu đi vào có ngõ Đông và ngõ Thắng được đặt tên theo 2 xóm của làng..                                                                   |
| Đông Thọ                                             | Tiến Lực                                             | Từ đường Lý Nhân Tông đến đường Phú Thứ, phía Bắc khu CN Tây Bắc Ga | 960                                                  | 10.5                                                 | Các đường ngang trong khu CN Tây Bắc Ga được đặt tên theo các hợp tác xã cũ trên địa bàn thành phố. Tiến Lực là hợp tác xã chuyên làm đồ mộc dân dụng, xẻ gỗ làm cày-bừa, cào cỏ cải tiến. |
| Đông Thọ                                             | Tôn Quang Phiệt                                      | |                                                      |                                                      | |
| Đông Thọ                                             | Tôn Thất Tùng                                        | |                                                      |                                                      | |
| Đông Thọ                                             | Trần Đại Nghĩa                                       | |                                                      |                                                      | |
| Đông Thọ                                             | Trần Hữu Duyệt                                       | |                                                      |                                                      | |
| Đông Thọ                                             | Trần Nguyên Hãn                                      | |                                                      |                                                      | |
| Đông Thọ                                             | Trần Xuân Soạn                                       | Từ đường Bà Triệu cạnh bến xe phía Bắc cũ đến phố Minh Không | 750                                                  |                                                      | Tên vị tướng nhà Nguyễn, cùng tướng Tôn Thất Thuyết đánh Pháp đóng ở đồn Mang Cá trong trận Kinh thành Huế. Sau khi thất bại, ông lãnh nhiệm vụ tổ chức phong trào Cần vương kháng Pháp ở Thanh Hóa. *Trên phố có ngõ Nam được đặt tên theo 1 xóm của làng Thọ Hạc, nằm gần nút giao với phố Nguyễn Bặc..                                                      |
| Đông Thọ                                             | Triệu Quang Phục                                     | |                                                      |                                                      | |
| Đông Thọ                                             | Tú Xương                                             | |                                                      |                                                      | |
| Đông Thọ                                             | Từ Đạo Hạnh                                          | |                                                      |                                                      | |
| Đông Thọ                                             | Vạn Tiến                                             | Từ đường Lý Nhân Tông đến đường Phú Thứ men theo con kênh đào từ sông Hạc xuống phường Phú Sơn                                                                                    | 961                                                  | 10.5                                                 | Các đường ngang trong khu CN Tây Bắc Ga được đặt tên theo các hợp tác xã cũ trên địa bàn thành phố. Vạn Tiến là hợp tác xã chuyên làm đồ da, nằm ở địa bàn phường Phú Sơn gần cầu Cao. |
| Đông Thọ                                             | Võ Nguyên Lượng                                      | |                                                      |                                                      | |
| Đông Thọ                                             | Ỷ Lan                                                | |                                                      |                                                      | |
| Nam Ngạn                                             | Chu Văn Lương                                        | |                                                      |                                                      | |
| Nam Ngạn                                             | Ngõ Chùa Mật Đa                                      | Từ ngõ 14 đường Trần Hưng Đạo đến đường Trần Hưng Đạo | 200                                                  |                                                      | Ngõ đi vào chùa Mật Đa |
| Nam Ngạn                                             | Dương Vân Nga                                        | |                                                      |                                                      | |
| Nam Ngạn                                             | Đào Tiêu                                             | |                                                      |                                                      | |
| Nam Ngạn                                             | Đặng Thí                                             | |                                                      |                                                      | |
| Nam Ngạn                                             | Ngõ Đồng Minh                                        | |                                                      |                                                      | |
| Nam Ngạn                                             | Ngõ Đúc Tiền                                         | |                                                      |                                                      | |
| Nam Ngạn                                             | Hoàng Đạo Thành                                      | |                                                      |                                                      | |
| Nam Ngạn                                             | Khương Công Phụ                                      | |                                                      |                                                      | |
| Nam Ngạn                                             | Lê Ngọc                                              | |                                                      |                                                      | |
| Nam Ngạn                                             | Lê Phụ Trần                                          | |                                                      |                                                      | |
| Nam Ngạn                                             | Lê Quát                                              | |                                                      |                                                      | |
| Nam Ngạn                                             | Lê Văn Linh                                          | |                                                      |                                                      | |
| Nam Ngạn                                             | Mạc Đĩnh Chi                                         | |                                                      |                                                      | |
| Nam Ngạn                                             | Ngõ Nam Đông                                         | |                                                      |                                                      | |
| Nam Ngạn                                             | Ngõ Nam Kỳ 40                                        | |                                                      |                                                      | |
| Nam Ngạn                                             | Nam Sơn                                              | |                                                      |                                                      | |
| Nam Ngạn                                             | Ngõ Nam Thượng                                       | |                                                      |                                                      | |
| Nam Ngạn                                             | Ngõ Nam Trung                                        | |                                                      |                                                      | |
| Nam Ngạn                                             | Nguyễn Biểu                                          | |                                                      |                                                      | |
| Nam Ngạn                                             | Nguyễn Chế Nghĩa                                     | |                                                      |                                                      | |
| Nam Ngạn                                             | Nguyễn Chích                                         | |                                                      |                                                      | |
| Nam Ngạn                                             | Nguyễn Khoái                                         | |                                                      |                                                      | |
| Nam Ngạn                                             | Nguyễn Mộng Tuân                                     | |                                                      |                                                      | |
| Nam Ngạn                                             | Nguyễn Phúc Khê                                      | |                                                      |                                                      | |
| Nam Ngạn                                             | Nguyễn Phúc Khoát                                    | |                                                      |                                                      | |
| Nam Ngạn                                             | Nguyễn Phúc Lan                                      | |                                                      |                                                      | |
| Nam Ngạn                                             | Nguyễn Phúc Nguyên                                   | |                                                      |                                                      | |
| Nam Ngạn                                             | Nguyễn Văn Bích                                      | |                                                      |                                                      | |
| Nam Ngạn                                             | Phạm Sư Mạnh                                         | |                                                      |                                                      | |
| Nam Ngạn                                             | Tạ Quang Bửu                                         | |                                                      |                                                      | |
| Nam Ngạn                                             | Tân Nam                                              | |                                                      |                                                      | |
| Nam Ngạn                                             | Tân Nam 1                                            | |                                                      |                                                      | |
| Nam Ngạn                                             | Tân Nam 2                                            | |                                                      |                                                      | |
| Nam Ngạn                                             | Tân Nam 3                                            | |                                                      |                                                      | |
| Nam Ngạn                                             | Tân Nam 4                                            | |                                                      |                                                      | |
| Nam Ngạn                                             | Tân Nam 5                                            | |                                                      |                                                      | |
| Nam Ngạn                                             | Tân Nam 6                                            | |                                                      |                                                      | |
| Nam Ngạn                                             | Tân Nam 8                                            | |                                                      |                                                      | |
| Nam Ngạn                                             | Tân Nam 10                                           | |                                                      |                                                      | |
| Nam Ngạn                                             | Thiều Thốn                                           | |                                                      |                                                      | |
| Nam Ngạn                                             | Trần Nhật Duật                                       | |                                                      |                                                      | |
| Nam Ngạn                                             | Trần Khánh Dư                                        | Từ đường Trần Hưng Đạo (đối diện công an phường Nam Ngạn) đến đường Duy Tân | 350                                                  |                                                      | Tên một dũng tướng thời nhà Trần. Ông nổi bật với việc giữ chức Phó đô tướng quân trong kháng chiến chống Nguyên lần 2 và 3, tiêu diệt đoàn thuyền lương quân Nguyên ở Vân Đồn năm 1288, tham gia chinh phục Chiêm Thành năm 1312. |
| Nam Ngạn                                             | Trương Huy Dực                                       | |                                                      |                                                      | |
| Nam Ngạn                                             | Ngõ Vườn Quan                                        | |                                                      |                                                      | |
| Đông Hương                                           | Đinh Chương Long                                     | |                                                      |                                                      | |
| Đông Hương                                           | Hà Văn Nho                                           | |                                                      |                                                      | |
| Đông Hương                                           | Hoàng Hoa Thám                                       | |                                                      |                                                      | |
| Đông Hương                                           | Lý Nam Đế                                            | Từ đường Hàm Nghi đến nút giao đại lộ Lê Lợi-đường Nguyễn Duy Hiệu | 1430                                                 | 20.5                                                 | Tên anh hùng dân tộc đứng dậy khởi nghĩa chống ách đô hộ nhà Lương, chấm dứt Bắc thuộc lần 2; đánh đuổi quân Lâm Ấp xâm lược từ phía Nam. Ông là vị vua Việt Nam đầu tiên xưng Hoàng đế, lập ra nước Vạn Xuân. |
| Đông Hương                                           | Mai Hắc Đế                                           | |                                                      |                                                      | |
| Đông Hương                                           | Nguyễn Hiệu                                          | Từ đại lộ Lê Lợi đến đường Lê Lai (đối diện trường THPT Lý Thường Kiệt) | 550                                                  | 6                                                    | Tên một đại thần thời Lê trung hưng; người gốc Triệu Sơn, Thanh Hóa. Ông đỗ Tiến sĩ khoa Canh Thìn (1700) rồi vào làm việc ở Phủ Chúa trải qua nhiều chức vụ, có nhiều công lao, đặc biệt là việc dâng kế sách “Trị bình”, tức kế trị nước-an dân, được chúa Trịnh khen ngợi. Tên ông được khắc trong bia tiến sỹ ở Văn Miếu-Quốc Tử Giám.                     |
| Đông Hương                                           | Nguyễn Xuân Thúy                                     | |                                                      |                                                      | |
| Đông Hương                                           | Phạm Thị Ngọc Trần                                   | |                                                      |                                                      | |
| Đông Hương                                           | Phạm Văn Xảo                                         | |                                                      |                                                      | |
| Đông Hương                                           | Phan Đình Phùng                                      | |                                                      |                                                      | |
| Đông Hương                                           | Phùng Hưng                                           | |                                                      |                                                      | |
| Đông Hương                                           | Tôn Thất Thuyết                                      | |                                                      |                                                      | |
| Đông Sơn                                             | Ngõ Đặng Tất                                         | Từ đường Lê Lai (đối diện Ngõ 417) đến Ngõ 40 phố Trương Hán Siêu | 250                                                  |                                                      | Tên một tướng lĩnh thời Hồ cai quản vùng Hóa Châu (Nghệ-Tĩnh ngày này); sau khi giặc Minh xâm lược, ông phò tá chính quyền Hậu Trần do Trần Ngỗi (tức Giản Định đế) lập ra và tổ chức kháng chiến |
| Đông Sơn                                             | Đỗ Hành                                              | |                                                      |                                                      | |
| Đông Sơn                                             | Lê Phụ                                               | |                                                      |                                                      | |
| Đông Sơn                                             | Lương Đắc Bằng                                       | |                                                      |                                                      | |
| Đông Sơn                                             | Nguyễn Hữu Liêu                                      | |                                                      |                                                      | |
| Đông Sơn                                             | Nguyễn Văn Siêu                                      | |                                                      |                                                      | |
| Đông Sơn                                             | Phạm Ngũ Lão                                         | |                                                      |                                                      | |
| Đông Sơn                                             | Tản Đà                                               | Từ đường Lê Lai (gần đối diện chợ Đông Thành) đến phố Lương Đắc Bằng | 450                                                  |                                                      | Tên một nhà thơ, nhà văn và nhà viết kịch nổi tiếng của Việt Nam giai đoạn đầu thế kỷ XX, là "gạch nối giữa hai thời kỳ văn học cổ điển và hiện đại" |
| Đông Sơn                                             | Trương Hán Siêu                                      | |                                                      |                                                      | |
| Đông Vệ                                              | Bùi Bị                                               | |                                                      |                                                      | |
| Đông Vệ                                              | Chùa Đại Bi                                          | |                                                      |                                                      | |
| Đông Vệ                                              | Đinh Bồ                                              | |                                                      |                                                      | |
| Đông Vệ                                              | Hoàng Đình Ái                                        | |                                                      |                                                      | |
| Đông Vệ                                              | Kiều Đại                                             | |                                                      |                                                      | |
| Đông Vệ                                              | Lê Bá Giác                                           | |                                                      |                                                      | |
| Đông Vệ                                              | Lê Công Khai                                         | |                                                      |                                                      | |
| Đông Vệ                                              | Lê Duy Mật                                           | |                                                      |                                                      | |
| Đông Vệ                                              | Lê Khắc Tháo                                         | |                                                      |                                                      | |
| Đông Vệ                                              | Lê Lâm                                               | |                                                      |                                                      | |
| Đông Vệ                                              | Lê Ngân                                              | |                                                      |                                                      | |
| Đông Vệ                                              | Lê Thần Tông                                         | |                                                      |                                                      | |
| Đông Vệ                                              | Lê Thiếu Dĩnh                                        | |                                                      |                                                      | |
| Đông Vệ                                              | Lê Trang Tông                                        | Từ đường Trịnh Kiểm đến cầu Tạnh Xá 2 | 840                                                  | 7.5                                                  | Tên hoàng đế thứ 11 của nhà Hậu Lê và đầu tiên của thời kỳ Lê trung hưng. Ông được Nguyễn Kim (sau có Trịnh Kiểm nối nghiệp) phò tá lên ngôi để khôi phục dòng dõi nhà Lê sau khi bị nhà Mạc cướp ngôi. |
| Đông Vệ                                              | Lê Trọng Bích                                        | |                                                      |                                                      | |
| Đông Vệ                                              | Lê Trung Giang                                       | |                                                      |                                                      | |
| Đông Vệ                                              | Lương Hữu Khánh                                      | |                                                      |                                                      | |
| Đông Vệ                                              | Ngọc Dao                                             | |                                                      |                                                      | |
| Đông Vệ                                              | Ngọc Nữ                                              | |                                                      |                                                      | |
| Đông Vệ                                              | Nguyễn Công Duẩn                                     | |                                                      |                                                      | |
| Đông Vệ                                              | Nguyễn Đình Giản                                     | |                                                      |                                                      | |
| Đông Vệ                                              | Nguyễn Nhữ Lãm                                       | |                                                      |                                                      | |
| Đông Vệ                                              | Nguyễn Sơn                                           | |                                                      |                                                      | |
| Đông Vệ                                              | Nguyễn Thị Anh                                       | |                                                      |                                                      | |
| Đông Vệ                                              | Phạm Công Trứ                                        | |                                                      |                                                      | |
| Đông Vệ                                              | Phạm Cuống                                           | |                                                      |                                                      | |
| Đông Vệ                                              | Phạm Đốc                                             | |                                                      |                                                      | |
| Đông Vệ                                              | Phạm Đức Kỳ                                          | |                                                      |                                                      | |
| Đông Vệ                                              | Phùng Khắc Khoan                                     | |                                                      |                                                      | |
| Đông Vệ                                              | Quảng Xá                                             | Từ đường Quang Trung sát phía Bắc chợ Nam Thành qua sông nhà Lê đến đường Lê Thánh Tông, tuyến phố không liền mạch vì có 1 đoạn trùng với phố Nguyễn Sơn                          | 760                                                  |                                                      | Tên ngôi làng mà tuyến phố đi qua |
| Đông Vệ                                              | Tạnh Xá                                              | Từ cuối phố Trần Cao Vân-chùa Bạch Hạc đến ngã 3 giao với Ngõ 121 Trịnh Khả và Ngõ 60 Quảng Xá                                                                                    | 300                                                  |                                                      | Tên ngôi làng mà tuyến phố đi qua |
| Đông Vệ                                              | Trịnh Căn                                            | |                                                      |                                                      | |
| Đông Vệ                                              | Trịnh Cương                                          | |                                                      |                                                      | |
| Đông Vệ                                              | Trịnh Doanh                                          | |                                                      |                                                      | |
| Đông Vệ                                              | Trịnh Tạc                                            | |                                                      |                                                      | |
| Đông Vệ                                              | Trịnh Thị Ngọc Trúc                                  | |                                                      |                                                      | |
| Đông Vệ                                              | Trịnh Tráng                                          | |                                                      |                                                      | |
| Đông Vệ                                              | Trịnh Tùng                                           | Từ phố Nguyễn Huy Tự đến cầu Tạnh Xá 2 | 900                                                  | 10.5                                                 | Tên vị chúa đầu tiên của họ Trịnh cai quản Đàng Ngoài thời Lê trung hưng; ông kế nghiệp cha là Trịnh Kiểm phò tá 4 đời vua Lê từ khi còn chiến tranh với nhà Mạc đến khi thắng lợi và giành lại Đông Kinh. Từ đời ông, họ Trịnh mới nhận tước vương khi còn tại vị, được gọi là chúa và lập thế tử.                                                            |
| An Hưng                                              | Bùi Đạt                                              | |                                                      |                                                      | |
| An Hưng                                              | Đặng Văn Hỷ                                          | |                                                      |                                                      | |
| An Hưng                                              | Đặng Việt Châu                                       | Từ đại lộ Lê Lợi đến đường Nguyễn Thị Lợi | 850                                                  | 36                                                   | Tên chiến sĩ cách mạng trung kiên. Trong kháng chiến chống Pháp, ông giữ nhiệm vụ Chủ tịch Ủy ban Kháng chiến tỉnh Thanh Hóa, Phó Chủ tịch Ủy ban kháng chiến hành chính khu IV, Khu uỷ viên rồi Thứ trưởng Bộ Kinh tế. Từ năm 1955 đến khi qua đời (1990), ông lần lượt giữ nhiều trọng trách quan trọng khác trong Chính phủ.                                |
| An Hưng                                              | Lưu Đô                                               | |                                                      |                                                      | |
| An Hưng                                              | Ngô Đức                                              | |                                                      |                                                      | |
| An Hưng                                              | Nguyễn Văn Hồ                                        | |                                                      |                                                      | |
| An Hưng                                              | Nguyễn Văn Huệ                                       | |                                                      |                                                      | |
| An Hưng                                              | Trần Bảo                                             | Từ đường Nguyễn Trãi cạnh UBND phường Phú Sơn qua sông Nông Giang (kênh Bắc) đến vòng xuyến đường ven sông nhà Lê                                                                 | 850                                                  | 34                                                   | Tên chiến sĩ cách mạng trung kiên; là Bí thư Tỉnh ủy Thanh Hóa giai đoạn 11/1940-1/1941 và 9-10/1941 |
| An Hưng                                              | Trịnh Ngọc Điệt                                      | |                                                      |                                                      | |
| Phú Sơn                                              | Ngõ Cống Tây                                         | Từ cuối đường Nguyễn Trãi gần chỗ tiếp nối đường Hoàng Nghiêu đi vào đến hết ngõ                                                                                                  | 85                                                   |                                                      | Ngõ nằm bên bờ con kênh đào từ sông Hạc xuống sông Nông Giang ở phía Tây thành phố |
| Phú Sơn                                              | Dốc Ga                                               | Từ cổng sau ga Thanh Hóa đến nút giao đường Nguyễn Trãi và đường Phú Thứ | 500                                                  |                                                      | Con đường dốc dẫn từ cổng sau ga Thanh Hóa |
| Phú Sơn                                              | Ngõ Đàn Xã Tắc                                       | Từ đường Nguyễn Trãi cạnh số nhà 738 (đối diện phố Tây Sơn) đi vào đến hết ngõ | 230                                                  |                                                      | Ngõ dẫn ra khu vực có đàn Xã Tắc của trấn thành Thanh Hóa thời Nguyễn (thuộc địa phận phường Đông Thọ). Đàn Xã Tắc là loại đàn tế cổ do triều đình lập ra đế tế thần Đất và thần Nông cầu mưa thuận gió hòa. |
| Phú Sơn                                              | Ngõ Đông Trại                                        | Từ đường Nguyễn Trãi cạnh số nhà 801 đi vào đến ranh giới 2 phường Phú Sơn-Đông Tân                                                                                               | 200                                                  |                                                      | Tên khu vực dân cư |
| Phú Sơn                                              | Ngõ Lăng Viên                                        | Từ đường Nguyễn Trãi cạnh số nhà 770 (đối diện ngõ Đông Trại) đi vào đến hết ngõ                                                                                                  | 200                                                  |                                                      | Tên khu lăng mộ cổ thuộc phường Phú Sơn |
| Phú Sơn                                              | Nam Chợ                                              | Từ đường Nguyễn Trãi đi vào đằng sau chợ Phú Thọ đến hết đường | 160                                                  |                                                      | Phố men theo rìa phía nam chợ Phú Thọ |
| Phú Sơn                                              | Nguyễn Nhữ Soạn                                      | Từ phố Dốc Ga cạnh số nhà 17 đến phố Phú Thọ | 400                                                  |                                                      | Tên một danh tướng khởi nghĩa Lam Sơn. Ông là em trai thứ năm cùng cha khác mẹ với Nguyễn Trãi; mẹ ông người gốc huyện Đông Sơn, Thanh Hóa. Sau khi giặc Minh xâm lược, cha ông là Nguyễn Phi Khanh bị bắt giam và qua đời, nung nấu ý chí nổi dậy, ông tìm đến nghĩa quân xin gia nhập.                                                                       |
| Phú Sơn                                              | Phú Chung                                            | Từ đường Nguyễn Trãi cạnh số nhà 775 đến hết đường cạnh rìa phía Tây khu chung cư Phú Sơn                                                                                         | 400                                                  |                                                      | Nằm trong nhóm tên đường-phố thuộc phường Phú Sơn |
| Phú Sơn                                              | Ngõ Phú Lập                                          | Từ đường Nguyễn Trãi giữa 2 số nhà 489-491 đi vào đến hết ngõ | 110                                                  |                                                      | Nằm trong nhóm tên đường-phố thuộc phường Phú Sơn |
| Phú Sơn                                              | Phú Liên                                             | Từ khu dân cư phía sau phố Phú Vinh đến đường Nguyễn Trãi gần hồ Đồng Chiệc | 350                                                  | 5                                                    | Nằm trong nhóm tên đường-phố thuộc phường Phú Sơn |
| Phú Sơn                                              | Phú Quý                                              | Từ đường Nguyễn Trãi giữa 2 số nhà 503-505 đến đường Nguyễn Thiếp cạnh bờ sông Nông Giang (kênh Bắc)                                                                              | 200                                                  |                                                      | Nằm trong nhóm tên đường-phố thuộc phường Phú Sơn |
| Phú Sơn                                              | Ngõ Phú Thành                                        | Ngõ song song với phố Phú Chung từ đằng sau Bệnh viện mắt Lam Kinh đến hết đường cạnh rìa phía Đông khu chung cư Phú Sơn                                                          | 250                                                  |                                                      | Nằm trong nhóm tên đường-phố thuộc phường Phú Sơn |
| Phú Sơn                                              | Phú Thọ                                              | Từ phố Dốc Ga đến đại lộ Lê Lợi gần đường lên cầu vượt | 650                                                  |                                                      | Tên nơi đặt lỵ sở huyện Đông Sơn thời nhà Nguyễn, cũng chính là khu vực mà tuyến phố đi qua |
| Phú Sơn                                              | Phú Thứ Đông                                         | Từ ngõ 2 đến ngõ 6 đường Phú Thứ | 180                                                  | 7.5                                                  | Phố chạy song song phía Đông đường Phú Thứ |
| Phú Sơn                                              | Phú Thứ Tây                                          | Từ ngõ 3 đường Phú Thứ về phía Bắc đến hết | 309                                                  | 7.5                                                  | Phố chạy song song phía Tây đường Phú Thứ |
| Phú Sơn                                              | Phú Thượng                                           | Từ đường Nguyễn Trãi giữa 2 số nhà 675-677 đến phố Tây Sơn | 280                                                  |                                                      | Nằm trong nhóm tên đường-phố thuộc phường Phú Sơn |
| Phú Sơn                                              | Phú Vinh                                             | Từ điểm tiếp nối cuối phố Tây Ga cắt qua đường Nguyễn Trãi đến đường Nguyễn Thiếp cạnh bờ sông Nông Giang (kênh Bắc)                                                              | 800                                                  |                                                      | Nằm trong nhóm tên đường-phố thuộc phường Phú Sơn |
| Phú Sơn                                              | Ngõ Phương Đông                                      | Từ đường Nguyễn Trãi giữa 2 số nhà 541-543 đi vào đến hết ngõ | 100                                                  |                                                      | Tên khu vực dân cư |
| Phú Sơn                                              | Tân Thảo                                             | Từ phố Dốc Ga cắt qua ngõ 4 Phú Thứ đến hết đường ở phía Tây Bắc trường lái | 400                                                  |                                                      | Tên khu vực dân cư |
| Phú Sơn                                              | Tây Ga                                               | Từ cổng sau ga Thanh Hóa đầu phố Dốc Ga men theo tường bao phía Tây ga đến điểm tiếp nối phố Phú Vinh                                                                             | 700                                                  | 10.5                                                 | Khu phố phía Tây ga Thanh Hóa |
| Phú Sơn                                              | Tây Sơn                                              | Từ đường Nguyễn Trãi cạnh số nhà 789 (đối diện ngõ Đàn Xã Tắc) đến phố Phú Thượng                                                                                                 | 180                                                  |                                                      | Tên khu vực dân cư phía Tây phường Phú Sơn |
| Phú Sơn                                              | Ngõ Vạn Tiến                                         | Từ dãy phía Bắc đại lộ Lê Lợi (đoạn từ Nguyễn Trãi đến cầu Cao) đi vào đến hết ngõ                                                                                                | 140                                                  |                                                      | Tên khu hợp tác xã thủ công nghiệp thành lập năm 1960 chuyên làm đồ da như thắt lưng, ví, dép, đồng hồ |
| Đông Cương                                           | Chùa Tăng Phúc                                       | Từ phố Hạc Oa đến đường Đình Hương men theo phía Tây Nam núi Thổ Sơn | 280                                                  | 5                                                    | Phố đi qua trước cổng chùa Tăng Phúc, chùa xây trên triền núi Thổ Sơn thuộc làng Hạc Oa |
| Đông Cương                                           | Đông Khối                                            | Từ cực bắc khu dân cư phố 1 phường Đông Cương đến đường Đại Khối đoạn gần núi Voi                                                                                                 | 855                                                  | 6                                                    | Tên một thôn thuộc làng Đại Khối nơi tuyến phố đi qua; cũng là tên một di chỉ khảo cổ học thuộc hậu kỳ thời đồ đá mới được phát hiện tại đây |
| Đông Cương                                           | Đông Thổ                                             | Từ đường Đình Hương đến phố Hạc Oa men theo phía Bắc núi Thổ Sơn | 750                                                  | 5.5                                                  | Tên gọi cổ của làng Hạc Oa |
| Đông Cương                                           | Hạc Oa                                               | Từ đường Đình Hương đến đường Phượng Hoàng men theo phía Nam núi Thổ Sơn | 800                                                  | 8                                                    | Tên ngôi làng mà tuyến phố đi qua |
| Hàm Rồng                                             | Cánh Tiên                                            | Từ đường Bà Triệu bên cạnh số nhà 230 đi lên triền núi Cánh Tiên | 270                                                  |                                                      | Tên của ngọn núi |
| Hàm Rồng                                             | Đồi C4                                               | Từ chân đồi tại phố Đồng Cổ (gần chỗ giao phố Long Quang) đi lên Thiền viện Trúc Lâm Hàm Rồng trên đỉnh đồi                                                                       | 350                                                  |                                                      | Đây là một khúc của núi Rồng. Thời kháng chiến chống Mỹ, đại đối 4 pháo cao xạ về đóng ở đây nên người dân thường gọi là đồi C4; nơi đây ghi dấu nhiều chiến công bắn rơi máy bay, nay là di tích cấp quốc gia. |
| Hàm Rồng                                             | Đồi C5                                               | Từ đường Nguyễn Chí Thanh bên cạnh tượng đài Thanh niên xung phong đi lên đỉnh đồi                                                                                                | 210                                                  |                                                      | Đây vốn là ngọn đồi không tên. Thời kháng chiến chống Mỹ, đại đối 5 pháo cao xạ về đóng ở đây nên người dân thường gọi là đồi C5; trong trận đánh tháng 4/1972, máy bay B52 đã dội bom vào đồi khiến phần lớn đại đội đều hy sinh. |
| Hàm Rồng                                             | Đông Quang                                           | Từ đường Trần Khát Chân đi qua hầm chui đường Nguyễn Chí Thanh đến chân đồi C5, tiếp nối bởi Ngõ 31 đường Thành Thái                                                              | 950                                                  |                                                      | Tên khu dân cư gần động Long Quang, ban đầu là nơi dân làng Đông Sơn chuyển ra để tiện canh tác ruộng đồng trong kháng chiến chống Pháp |
| Hàm Rồng                                             | Đông Sơn                                             | Từ đường Trịnh Thế Lợi rẽ vào làng cổ Đông Sơn lên phía Bắc đến nút giao với phố Tiên Sơn và đường Trịnh Thế Lợi.                                                                 | 700                                                  |                                                      | Tên ngôi làng cổ mà tuyến phố đi qua. Đây chính là nơi phát hiện trống đồng của người Việt cổ mà sau này được đặt tên theo tên làng. *Phố có 5 ngõ được đặt tên, nằm bên dãy lẻ, lần lượt từ Nam lên Bắc là Nhân, Nghĩa, Miếu Nhị, Trí, Dũng. |
| Hàm Rồng                                             | Đồng Cổ                                              | Từ phố Long Quang đến bờ sông Mã trước cổng doanh trại quân đội, đi qua cổng Thiền viện Trúc Lâm Hàm Rồng                                                                         | 714                                                  | 10.5                                                 | Tuyến phố hướng về phía đền Đồng Cổ nằm bên bờ sông Mã thuộc huyện Yên Định. Đây là ngôi đền nổi tiếng, gắn với sự tích vua Lê Hoàn đi đánh giặc Chiêm Thành, đêm dừng nghỉ mơ thấy vị thần đem trống đồng, dùi đồng xin theo đánh giặc. Sau khi thắng trận trở về, vua cho lập đền thờ, ban sắc phong cho thần, đặt tên là Đồng Cổ.                           |
| Hàm Rồng                                             | Đức Thánh Cả                                         | Từ đường Đông Sơn (đoạn trung tâm làng cổ) đến đường Yên Ngựa | 160                                                  |                                                      | Con đường vào làng Đông Sơn đi qua đền Đức Thánh Cả |
| Hàm Rồng                                             | Long Quang                                           | Từ quảng trường Hàm Rồng đến cầu Hàm Rồng | 600                                                  |                                                      | Phố đi qua núi Long Quang có thẳng cảnh động Long Quang, cái tên xuất phát từ việc động có 2 lối vào giống như 2 mắt rồng |
| Hàm Rồng                                             | Quyết Thắng                                          | Từ đường Bà Triệu đi lên triền núi đến đền thờ Mẹ Việt Nam anh hùng | 430                                                  | 5.5                                                  | "Đồi Quyết Thắng" là tên gọi của núi Cánh Tiên xuất phát từ kháng chiến chống Mỹ, đây là nơi đặt trận địa pháo binh để bảo vệ cầu Hàm Rồng, các chiến sĩ đã góp nhặt đá ghép thành 2 chữ 'Quyết Thắng' trên sườn núi để tự động viên ý chí chiến đấu và nhắn gửi đến những phi công lái máy bay trên cao.                                                      |
| Hàm Rồng                                             | Tiên Sơn                                             | Từ nút giao đường Đông Sơn-Trịnh Thế Lợi (đối diện ngõ 39 Trịnh Thế Lợi) đến hồ Kim Quy                                                                                           | 1000                                                 | 10.5                                                 | Tuyến phố đi dưới chân núi Con Voi, nơi có thắng cảnh động Tiên Sơn |
| Hàm Rồng                                             | Trần Khát Chân                                       | Từ chân cầu Hàm Rồng-đầu đường Trần Hưng Đạo đến quảng trường Hàm Rồng-đầu đường Bà Triệu                                                                                         | 650                                                  |                                                      | Tên một tướng lĩnh Đại Việt cuối thời Trần; người gốc Vĩnh Lộc, Thanh Hóa. Ông nổi bật với việc chỉ huy quân đội chống lại các đợt tấn công của Chiêm Thành, đánh bại vua Chiêm là Chế Bồng Nga năm 1390. Ông được thờ trong đền Đức Thánh Cả ở đầu làng Đông Sơn gần đó.                                                                                      |
| Đông Hải                                             | Đồng Lễ                                              | Phố có 2 lối vào, lối 1 từ đằng sau khách sạn Central (cạnh BigC) đến ngã 3 UBND phường Đông Hải thì giao với lối 2 từ đại lộ Hùng Vương rồi xuống phía Nam thông ra đường Tố Hữu | 1360                                                 | 10.5                                                 | Tên ngôi làng mà tuyến phố đi qua |
| Đông Hải                                             | Đỗ Huy Cư                                            | Từ phố Lễ Môn (đối diện Ngõ 12 Lễ Môn) cắt ngang đại lộ Nam Sông Mã đến đại lộ Hùng Vương cạnh cầu Đông Hải                                                                       | 950                                                  | 10.5                                                 | Tên một vị quan giai đoạn cuối nhà Lê-đầu nhà Nguyễn; làm quan đến chức Hàn lâm viện Hiệu thảo và từng đi sứ nhà Thanh. Quê ông nay thuộc phường Đông Hương, thành phố Thanh Hóa. |
| Đông Hải                                             | Hoàng Quốc Việt                                      | Đường trục Đông-Tây khu đô thị Đông Hải; từ đại lộ Nam Sông Mã đến đại lộ Hùng Vương, đối diện đường Bùi Khắc Nhất                                                                | 770                                                  | 24                                                   | Tên một chính khách, chiến sĩ Cách mạng Việt Nam. Ông từng đảm nhiệm các vai trò Bí thư Tổng bộ Việt Minh, Chủ tịch Tổng Công đoàn Việt Nam, Viện trưởng Viện Kiểm sát Nhân dân Tối cao, Chủ tịch Ủy ban Trung ương Mặt trận Tổ quốc Việt Nam, Bí thư Xứ ủy Bắc Kỳ.                                                                                            |
| Đông Hải                                             | Lai Thành                                            | Từ đường Dã Tượng đến đường Bùi Khắc Nhất | 795                                                  | 10.5                                                 | Tên ngôi làng mà tuyến phố đi qua |
| Đông Hải                                             | Lễ Môn                                               | Từ nút giao đường Sơn Vạn-Chương Dương (đê hữu sông Mã) đến đại lộ Nam Sông Mã | 535                                                  | 10.5                                                 | Tên ngôi làng mà tuyến phố đi qua |
| Đông Hải                                             | Trần Thủ Độ                                          | Từ phố Đồng Lễ (đối diện ngõ 65) đến đại lộ Hùng Vương | 350                                                  | 10.5                                                 | Tên một nhà chính trị Đại Việt cuối triều Lý đầu triều Trần. Ông đóng vai trò quan trọng trong cuộc chuyển giao quyền lực từ nhà Lý sang nhà Trần, thu phục các thế lực người Man làm phản loạn và trong cuộc chiến kháng quân Nguyên-Mông lần thứ nhất (1257).                                                                                                |
| Quảng Hưng                                           | An Thọ                                               | Từ đường Lê Lai giữa 2 số nhà 536-538 đi vào rẽ phải đến gần điểm giao với Ngõ 17 Thủ Phác thì rẽ trái lên giao với đường Trần Bình Trọng                                         | 300                                                  |                                                      | Tên khu vực dân cư |
| Quảng Hưng                                           | Duy Tiếu                                             | Từ đường Chương Dương (lối xuống bến đò Hoằng Đại) đi về phía nam cắt ngang đường Trần Nhân Tông và Lê Niệm đến cuối đường giáp địa phận phường Quảng Phú                         | 1200                                                 | 5                                                    | Tên ngôi làng sát đê sông Mã thuộc phường Quảng Hưng mà tuyến phố đi qua |
| Quảng Hưng                                           | Đồng Bái                                             | Từ đường Hàm Tử đến đại lộ Hùng Vương | 450                                                  | 3.5                                                  | Tên nhân dân trong vùng gọi cánh đồng trồng trọt hoa màu, nay đã trở thành phố |
| Quảng Hưng                                           | Đức Hậu                                              | Từ phố Đồng Bái qua đại lộ Hùng Vương đến phố Thủ Phác | 800                                                  | 3.5                                                  | Tên ngôi làng mà tuyến phố đi qua |
| Quảng Hưng                                           | Hưng Thuận                                           | Từ đại lộ Nam Sông Mã đến đường Trần Nhân Tông (gần nút giao đầu đường Lê Niệm)                                                                                                   | 800                                                  | 4.0                                                  | Tên ngôi làng mà tuyến phố đi qua |
| Quảng Hưng                                           | Hưng Xá                                              | Từ đại lộ Nam Sông Mã gần chùa Bái Chăm lên phía Bắc đến dưới chân đê sông Mã-đường Chương Dương                                                                                  | 1000                                                 | 7                                                    | Tên ghép của 2 ngôi làng Văn Xá và Hưng Thọ mà tuyến đường đi qua theo hướng Tây Nam-Đông Bắc |
| Quảng Hưng                                           | Ngõ Lê Công Khai                                     | Từ đường Lê Lai đến điểm giao cuối ngõ 4 Thủ Phác thì đi về phía Đông Bắc đến điểm giao cuối ngõ 16 Nguyễn Thị Định rồi rẽ lên phía Bắc đến đường Trần Bình Trọng                 | 450                                                  |                                                      | (trùng tên với một tuyến phố thuộc phường Đông Vệ) |
| Quảng Hưng                                           | Nguyễn Thị Định                                      | Từ phố Đức Hậu xuống phía Nam cắt ngang đường Lê Lai đến hết đường | 785                                                  | 10.5                                                 | Tên một nữ chính trị gia Việt Nam, nữ Thiếu tướng Quân đội nhân dân Việt Nam đầu tiên, Nguyên Phó Tư lệnh Quân giải phóng Miền nam Việt Nam |
| Quảng Hưng                                           | Nhân Phong                                           | Từ đường Dã Tượng lên phía Bắc ngang qua đại lộ Nam Sông Mã đến ngõ 103 đường Bạch Đằng                                                                                           | 750                                                  | 4.0                                                  | Tên ngôi làng mà tuyến phố đi qua |
| Quảng Hưng                                           | Thủ Phác                                             | Từ đường Lê Lai đoạn đối diện làng trẻ SOS đến đường Trần Bình Trọng | 450                                                  | 4                                                    | Tên ngôi làng mà tuyến phố đi qua |
| Quảng Hưng                                           | Văn Thọ                                              | Từ đường Bạch Đằng (đối diện ngõ 103) đến cuối đường | 300                                                  | 5                                                    | Tên ghép của 2 ngôi làng Văn Xá và Hưng Thọ mà tuyến đường đi qua theo hướng Đông Nam-Tây Bắc |
| Quảng Thành                                          | Bùi Sĩ Lâm                                           | Từ đường Quang Trung đến đường Ngọc Mai, men theo tường phía Nam Đại học Hồng Đức                                                                                                 | 500                                                  |                                                      | Tên một nhà chính trị, quân sự đầu thế kỷ XVII; đóng vai trò to lớn trong công cuộc phục hưng nhà Lê; người gốc Quảng Tân, Quảng Xương, Thanh Hóa. Tuyến phố này gần khu vực quê hương ông. |
| Quảng Thành                                          | Trần Văn Ơn                                          | Từ đường Quang Trung đến phố Bùi Sỹ Lâm gần nút giao với đường Ngọc Mai | 500                                                  |                                                      | Tên một học sinh đã bị chính quyền Pháp nổ súng bắn chết trong phong trào biểu tình của học sinh sinh viên Sài Gòn đầu năm 1950. Cái chết của anh đã gây tiếng vang lớn. Ngày mất của anh được chọn làm Ngày truyền thống Học sinh Sinh viên Việt Nam hàng năm. Tuyến phố này đi qua khu vực các trường đại học-cao đẳng và khu ký túc xá sinh viên thành phố. |
| Quảng Thắng                                          | An Biên                                              | Từ sông nhà Lê đến nút giao 2 đường Lê Hưng-Vệ Yên | 140                                                  | 10.5                                                 | Tên ngôi làng mà tuyến phố đi qua |
| Quảng Thắng                                          | Yên Trường                                           | Từ đường Hải Thượng Lãn Ông đến bờ sông nhà Lê cạnh UBND phường Quảng Thắng | 1000                                                 | 7                                                    | Tên ngôi làng thuộc xã Thọ Lập, huyện Thọ Xuân, là nơi thành lập Đảng bộ tỉnh Thanh Hóa (29/7/1930). Tuyến đường này đi qua trường Chính trị tỉnh Thanh Hóa. |
| Tào Xuyên                                            | An Chương                                            | Phía Nam làng Yên Vực, từ chân đê tả ngạn sông Mã đến đường Văn Tiến Dũng | 650                                                  |                                                      | Nằm trong nhóm tên đường-phố liên quan đến làng Yên Vực |
| Tào Xuyên                                            | Yên Tân                                              | Phía Bắc làng Yên Vực, từ chân đê tả ngạn sông Mã đến đường đi ra trường THCS-THPT Tào Xuyên                                                                                      | 300                                                  |                                                      | Nằm trong nhóm tên đường-phố liên quan đến làng Yên Vực |
| Tào Xuyên                                            | Yên Thượng                                           | Giữa làng Yên Vực, phía nam phố Yên Tân, từ chân đê tả ngạn sông Mã đến hết đường                                                                                                 | 130                                                  |                                                      | Nằm trong nhóm tên đường-phố liên quan đến làng Yên Vực, đường nhánh ở phía bắc làng |
| Tào Xuyên                                            | Yên Trung                                            | Giữa làng Yên Vực, phía nam phố Yên Thượng, từ chân đê tả ngạn sông Mã đến đường đi ra trường THCS-THPT Tào Xuyên                                                                 | 250                                                  |                                                      | Nằm trong nhóm tên đường-phố liên quan đến làng Yên Vực, đường nhánh ở giữa làng |
| Tào Xuyên                                            | Yên Xuân                                             | Giữa làng Yên Vực, phía nam phố Yên Trung, từ chân đê tả ngạn sông Mã đến đường đi ra trường THCS-THPT Tào Xuyên                                                                  | 237                                                  |                                                      | Nằm trong nhóm tên đường-phố liên quan đến làng Yên Vực |

### Lộ trình các tuyến xe buýt
Tất cả các tuyến xe buýt đang hoạt động ở tỉnh Thanh Hóa đều đi qua thành phố Thanh Hóa. Dưới đây là danh sách các tuyến:
| Tuyến              | Đầu A                                           | Cự ly (km) | Đầu B                              | Dãn cách chuyến (phút/chuyến) | Giá vé lượt (₫) | Lộ trình trong thành phố |
| ------------------ | ----------------------------------------------- | ---------- | ---------------------------------- | ----------------------------- | --------------- | --- |
| 1                  | Ga Thanh Hóa Phú Sơn, thành phố Thanh Hóa       | 24         | Cảng Hới Quảng Tiến, Sầm Sơn       | 15 – 30                       | 10.000 – 17.000 | Ga Thanh Hóa – Phan Chu Trinh – Hạc Thành – Đại lộ Lê Lợi – Bưu điện tỉnh – Chợ Vườn Hoa – Đông Hương – Đài Truyền hình – KCN Lễ Môn - Ngã ba Môi                                        |
| 2                  | Bến xe Vĩnh Lộc Thị trấn Vĩnh Lộc, Vĩnh Lộc     | 60         | Bãi tắm A Trường Sơn, Sầm Sơn      | 15 – 30                       | 10.000 – 32.000 | Núi 1 – Ngã tư Phú Sơn – BX phía Tây – Nhà liên sở – Bờ hồ – Cầu Cốc – Nước mắm Thanh Hương – Trường C3 Lam Sơn – Làng SOS – KCN Lễ Môn – Ngã ba Môi                                     |
| 3                  | Đình Hương Đông Thọ, thành phố Thanh Hóa        | 67         | Cảng Nghi Sơn Nghi Sơn             | 15 – 30                       | 10.000 – 32.000 | Đình Hương – Bưu điện tỉnh – Chợ Nam Thành – Cầu Quán Nam |
| 4                  | Đại học Hồng Đức Đông Vệ, thành phố Thanh Hóa   | 70         | Thị trấn Thường Xuân Thường Xuân   | 15 – 30                       | 12.000 – 35.000 | ĐH Hồng Đức – BX phía Nam – Võ Nguyên Giáp – Trịnh Kiểm – Làng SOS – Đại lộ Lê Lợi – Bưu điện tỉnh – Trần Phú – Nguyễn Trãi – Nhồi                                                       |
| 5                  | Đại học Hồng Đức Đông Vệ, thành phố Thanh Hóa   | 53         | Nhà máy Xi măng Bỉm Sơn            | 15 – 20                       | 12.000 – 30.000 | ĐH Hồng Đức – BX phía Nam – Võ Nguyên Giáp – Trịnh Kiểm – Cầu Cốc – Chợ Vườn Hoa – Bưu điện tỉnh – Trần Phú – Cầu Hoàng Long – Cầu Tào                                                   |
| 7                  | Cầu Quán Nam Quảng Thịnh, thành phố Thanh Hóa   | 52         | Nga Liên Nga Sơn                   | 40 – 60                       | 10.000 – 32.000 | Cầu Quán Nam – BX phía Nam – Quang Trung – 25B – Lê Hoàn – Trường Thi – Bà Triệu – Bến xe phía Bắc                                                                                       |
| 8                  | Đại học Hồng Đức Đông Vệ, thành phố Thanh Hóa   | 65         | Thị trấn Kim Tân Thạch Thành       | 15 – 30                       | 12.000 – 35.000 | ĐH Hồng Đức – BX phía Nam – Võ Nguyên Giáp – Trịnh Kiểm – Trường C3 Lam Sơn – Cầu Cốc – Chợ Vườn Hoa – Bưu điện tỉnh – Trần Phú – BV Hợp Lực – Tượng đài TNXP – Cầu Hoàng Long – Cầu Tào |
| 9                  | Cây xăng dầu Trường Phát Tân Phong, Quảng Xương | 49         | Đền thờ Lê Hoàn Xuân Lập, Thọ Xuân | 20 – 25                       | 10.000 – 28.000 | Cầu Quán Nam – ĐH Hồng Đức – BV Nhi – BV Phụ sản – BV Đa khoa – Ngã tư Voi – Ngã tư Nguyễn Trãi – Chợ Tây Thành – Ngã tư Phú Sơn                                                         |
| 10                 | Cầu Đông Hương Đông Hương, thành phố Thanh Hóa  | 57         | Thị trấn Thọ Xuân Thọ Xuân         | 30 – 50                       | 10.000 – 32.000 | Cầu Đông Hương – Đại lộ Lê Lợi – Hạc Thành – Nguyễn Trãi |
| 11                 | Cầu Quán Nam Quảng Thịnh, thành phố Thanh Hóa   | 40         | Đa Lộc Hậu Lộc                     | 40 – 60                       | 10.000 – 30.000 | Cầu Quán Nam – BX phía Nam – Quang Trung – 25B – Lê Hoàn – Trường Thi – Bà Triệu – Cầu Hoàng Long                                                                                        |
| 13 (xe buýt nhanh) | Đình Hương Đông Thọ, thành phố Thanh Hóa        | 67         | Cảng Nghi Sơn Nghi Sơn             | 30 – 50                       | 10.000 – 32.000 | Đình Hương – Bưu điện tỉnh – Chợ Nam Thành – Cầu Quán Nam |
| 16                 | Như Thanh                                       | 66         | Hải Tiến Hoằng Hóa                 | 20 – 30                       | 10.000 – 34.000 | QL.45 – BV tỉnh – Ngã tư Voi – Quang Trung – Trần Phú – Nguyễn Trãi – Dương Đình Nghệ – Đại lộ Lê Lợi – Cầu Nguyệt Viên – Hoằng Quang                                                    |

Một số tuyến xe buýt dừng hoạt động:
| Tuyến | Đầu bến                                  | Đầu bến | Đầu bến                                     |
| Tuyến | Đầu A                                    |         | Đầu B                                       |
| ----- | ---------------------------------------- | ------- | ------------------------------------------- |
| 6     | Cầu Voi Quảng Thịnh, thành phố Thanh Hóa | ↔       | Hoằng Phụ Hoằng Hóa                         |
| 12    | Thành phố Thanh Hóa                      | ↔       | Quảng Xương                                 |
| 14    | Quảng Cư Sầm Sơn                         | ↔       | Suối cá Cẩm Lương Cẩm Lương, Cẩm Thủy       |
| 15    | Thành phố Thanh Hóa                      | ↔       | Nông Cống                                   |
| 17    | Thành phố Thanh Hóa                      | ↔       | Hợp Lý Triệu Sơn                            |
| 19    | Thành phố Thanh Hóa                      | ↔       | Cảng hàng không Thọ Xuân Sao Vàng, Thọ Xuân |
| 20    | Thị trấn Thống Nhất Yên Định             | ↔       | Cây dầu Ngọc Cương Tân Phong, Quảng Xương   |

## Thành phố kết nghĩa
- Thành phố Hội An, tỉnh Quảng Nam: Ngày 12/3/1960, tỉnh Thanh Hóa và tỉnh Quảng Nam đã tổ chức lễ kết nghĩa theo tinh thần phong trào kết nghĩa Bắc – Nam. Theo đó, thị xã Thanh Hóa cũng kết nghĩa với thị xã Hội An. Một số công trình công cộng như rạp hát, công viên đã lấy tên Hội An để thể hiện tình gắn bó của mối liên kết này.